# Liste des gares d'Eure-et-Loir

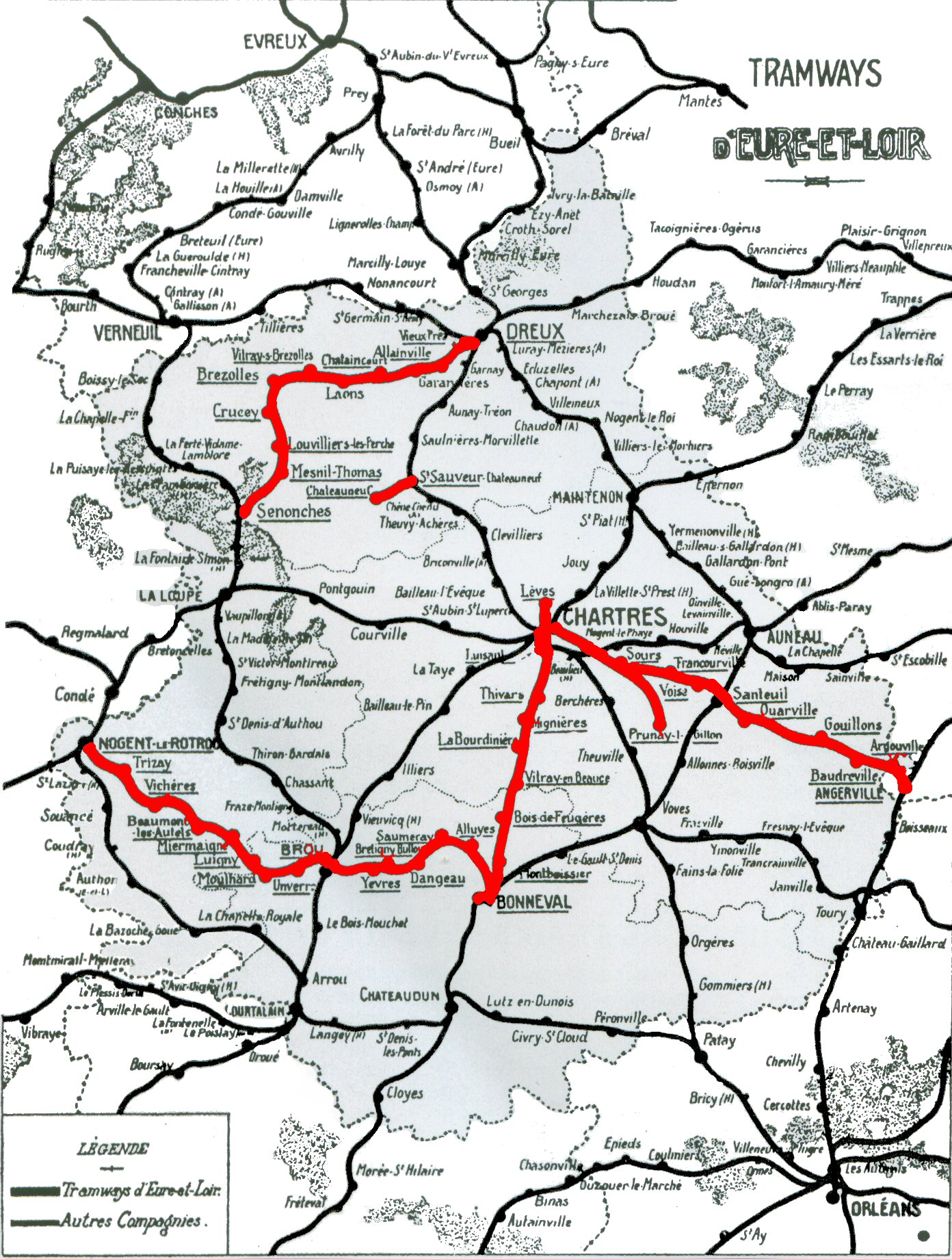
Carte des réseaux ferroviaires d'Eure-et-Loir, fin XIXe siècle - début XXe siècle.
En noir, les lignes à voie normale, en rouge les lignes à voie étroite.

Cette liste de gares d'Eure-et-Loir a pour objectif de recenser l'ensemble des gares ferroviaires, existantes ou ayant existé, situées dans le département d'Eure-et-Loir. Cette liste est classée par lignes ferroviaires, qu'elles soient uniquement départementales ou qu'elles traversent le département ; un classement alphabétique est également proposé dans la liste de gares en France. 

## Lignes en service

### Lignes ouvertes au trafic voyageurs
En 2018, Les lignes ouvertes au trafic voyageurs en Eure-et-Loir permettent l'usage de 30 gares ou haltes.

#### Ligne de Paris-Montparnasse à Brest
La ligne de Paris-Montparnasse à Brest offre, en Eure-et-Loir, 12 gares :
- (Gazeran, département des Yvelines) | Épernon - Maintenon - Saint-Piat - Jouy - La Villette-Saint-Prest - Chartres - Amilly-Ouerray - Saint-Aubin-Saint-Luperce - Courville-sur-Eure - Pontgouin - La Loupe | (Bretoncelles puis Condé-sur-Huisne, département de l'Orne) | Nogent-le-Rotrou | (Le Theil - La Rouge, département de l'Orne).

Gares de la ligne de Paris-Montparnasse à Brest
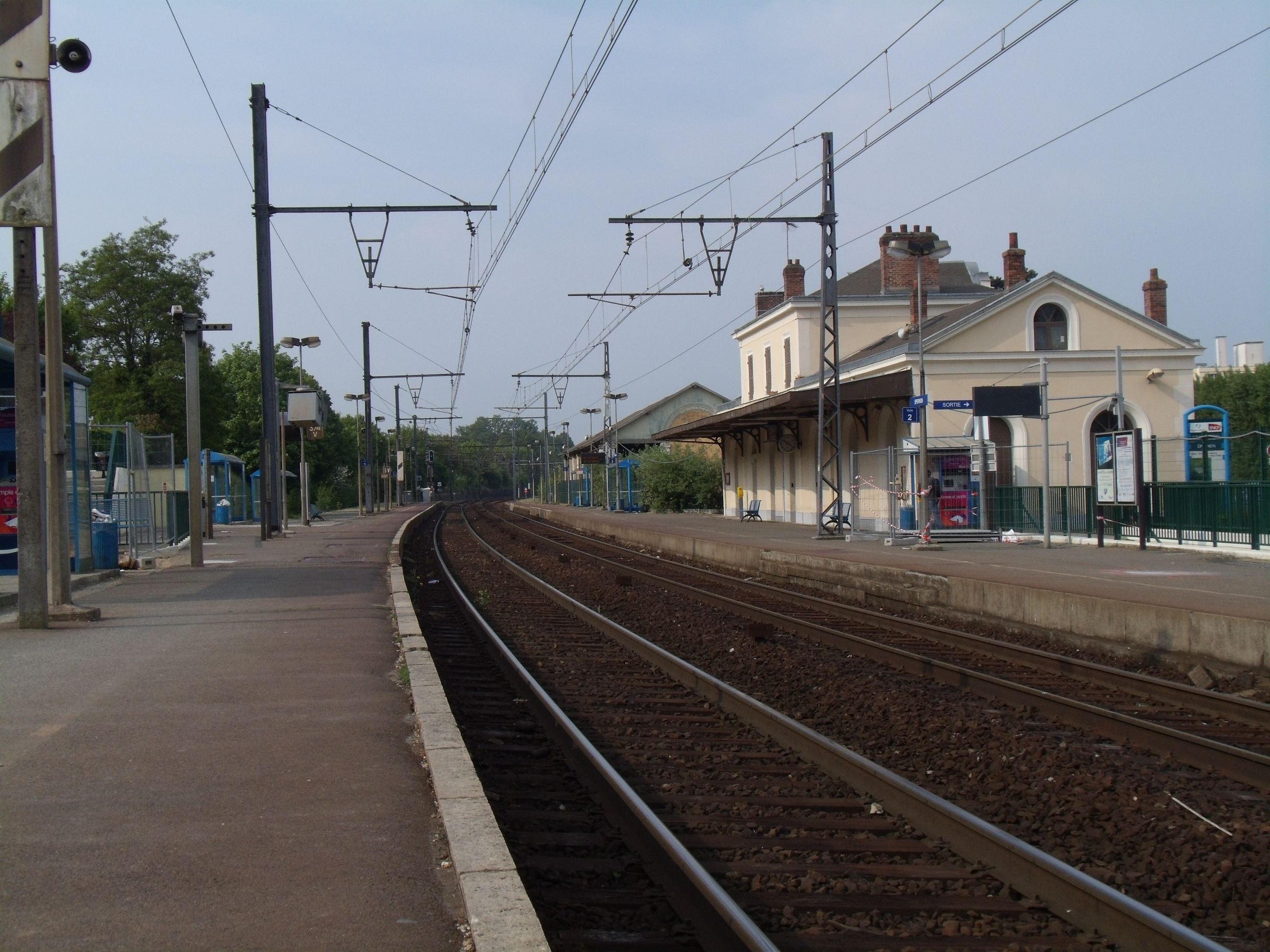
Gare d'Épernon.
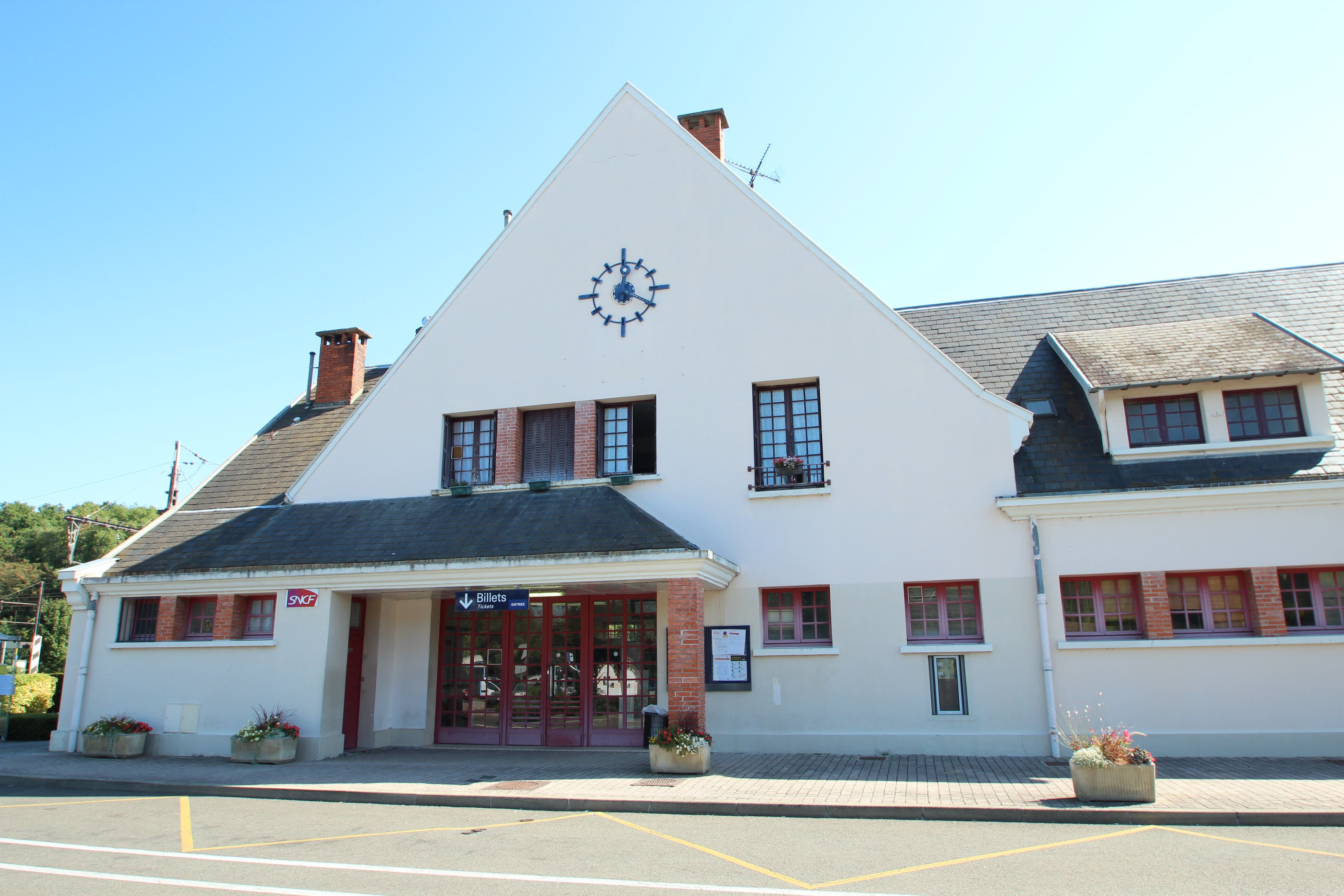
Gare de Maintenon.
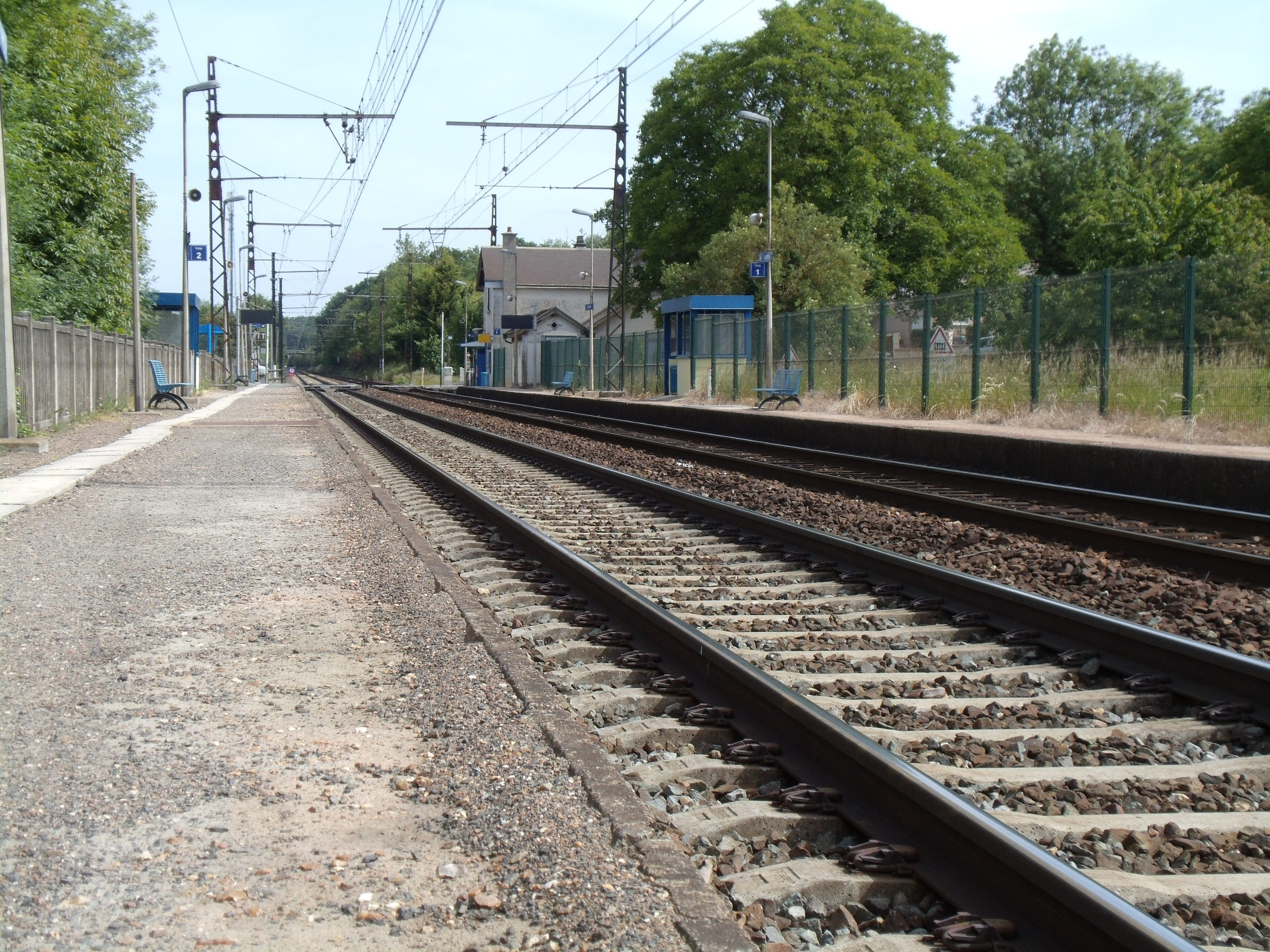
Gare de Saint-Piat.
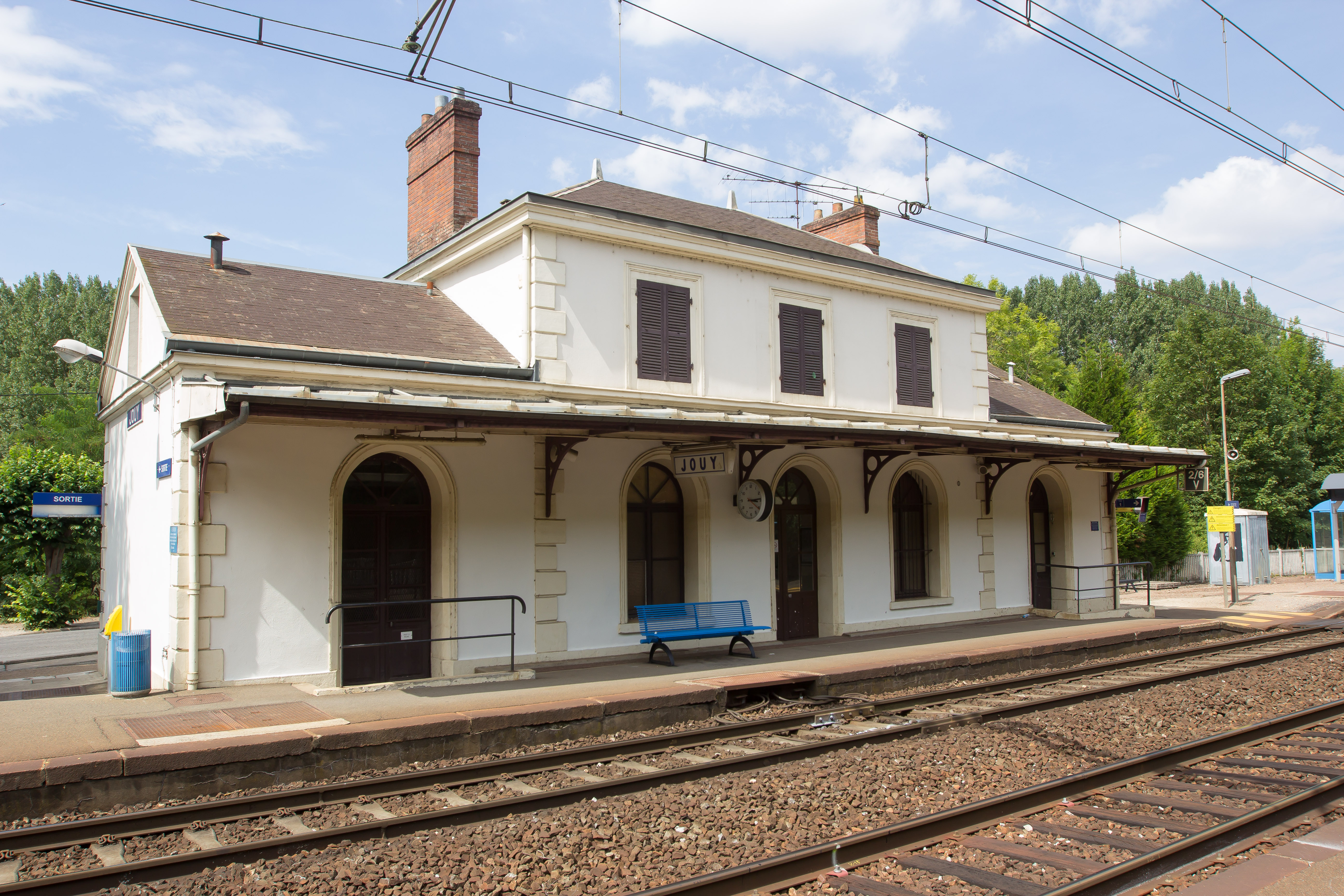
Gare de Jouy.
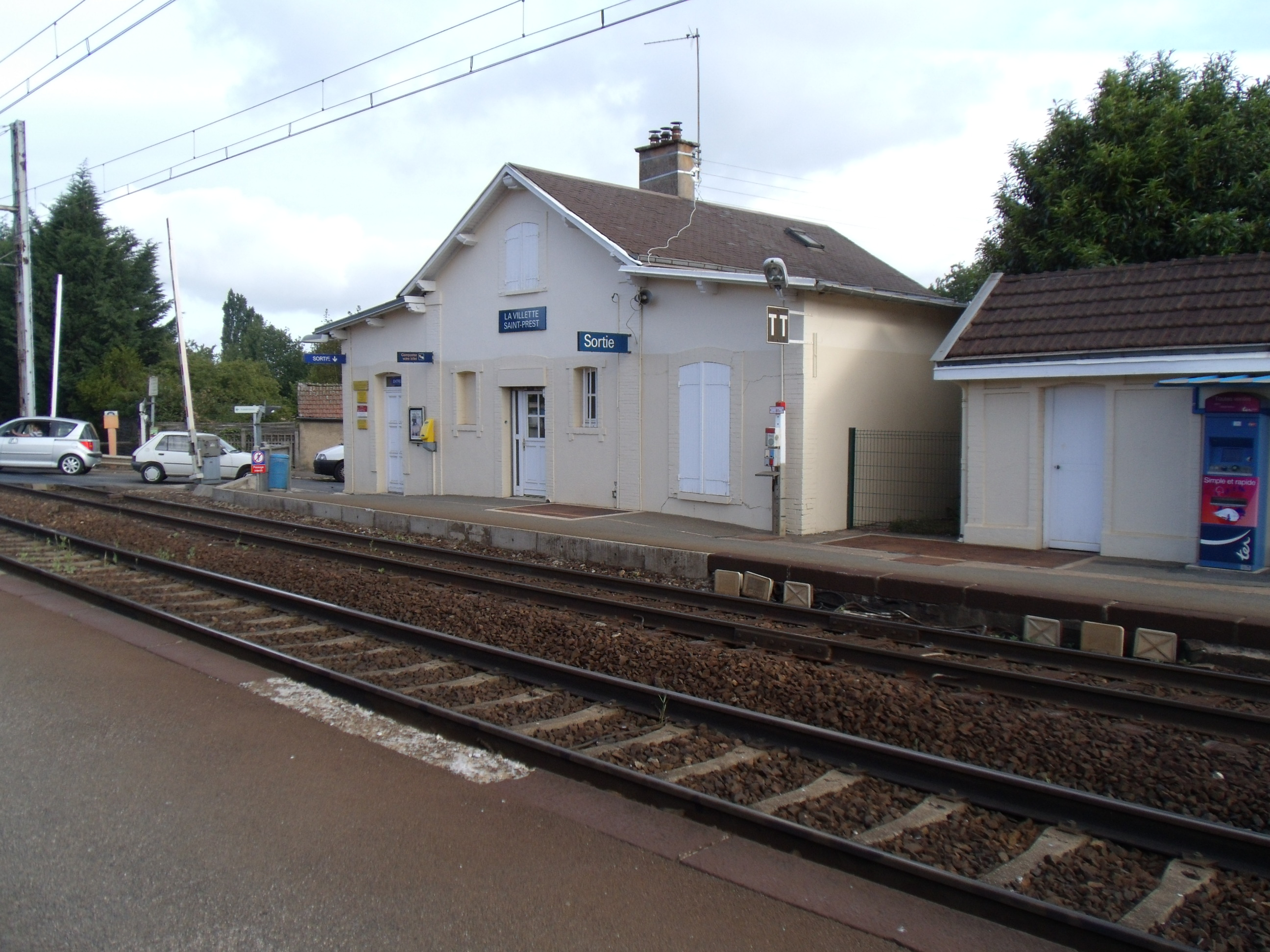
Gare de La Villette-Saint-Prest.

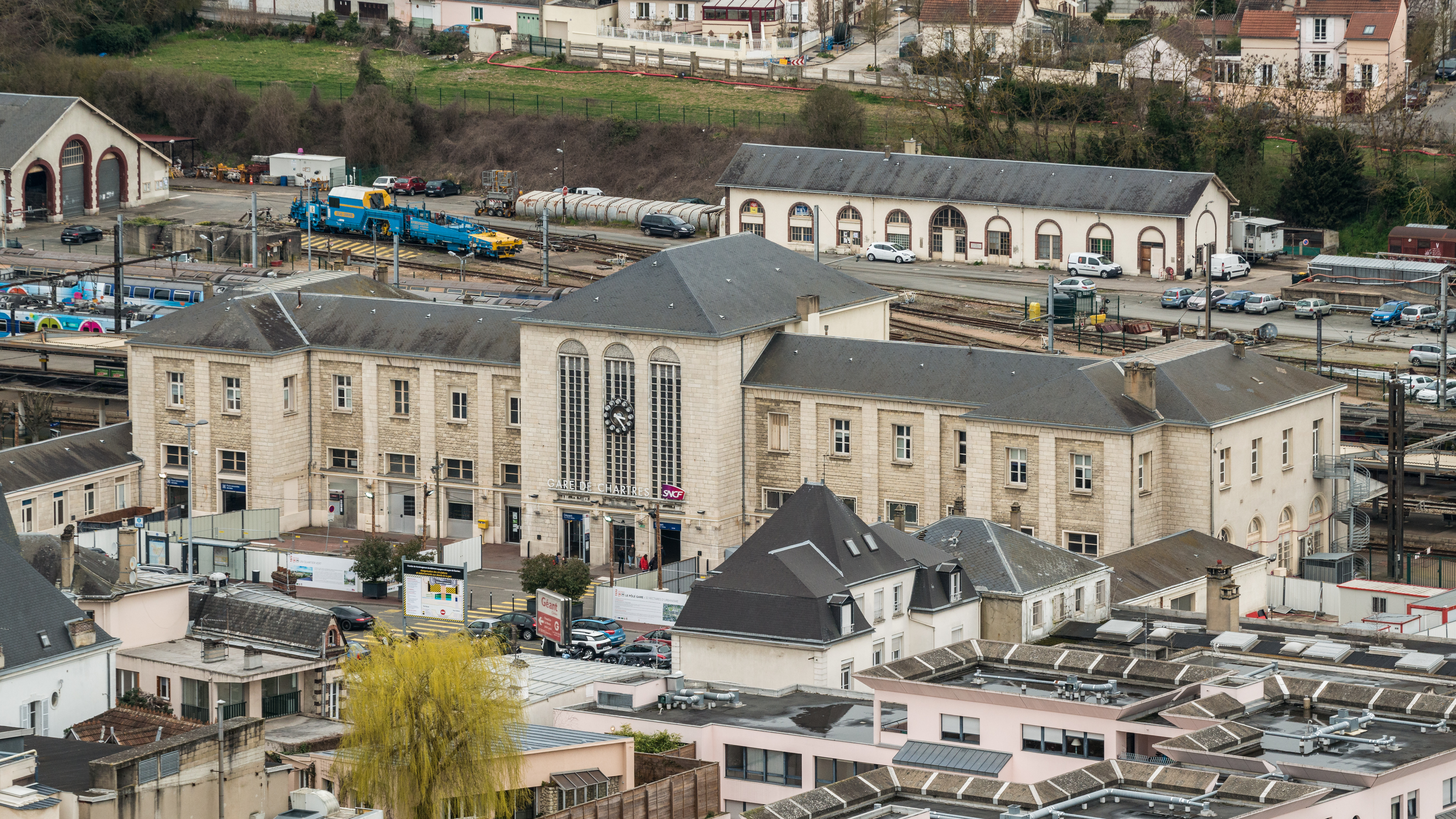
Gare de Chartres.
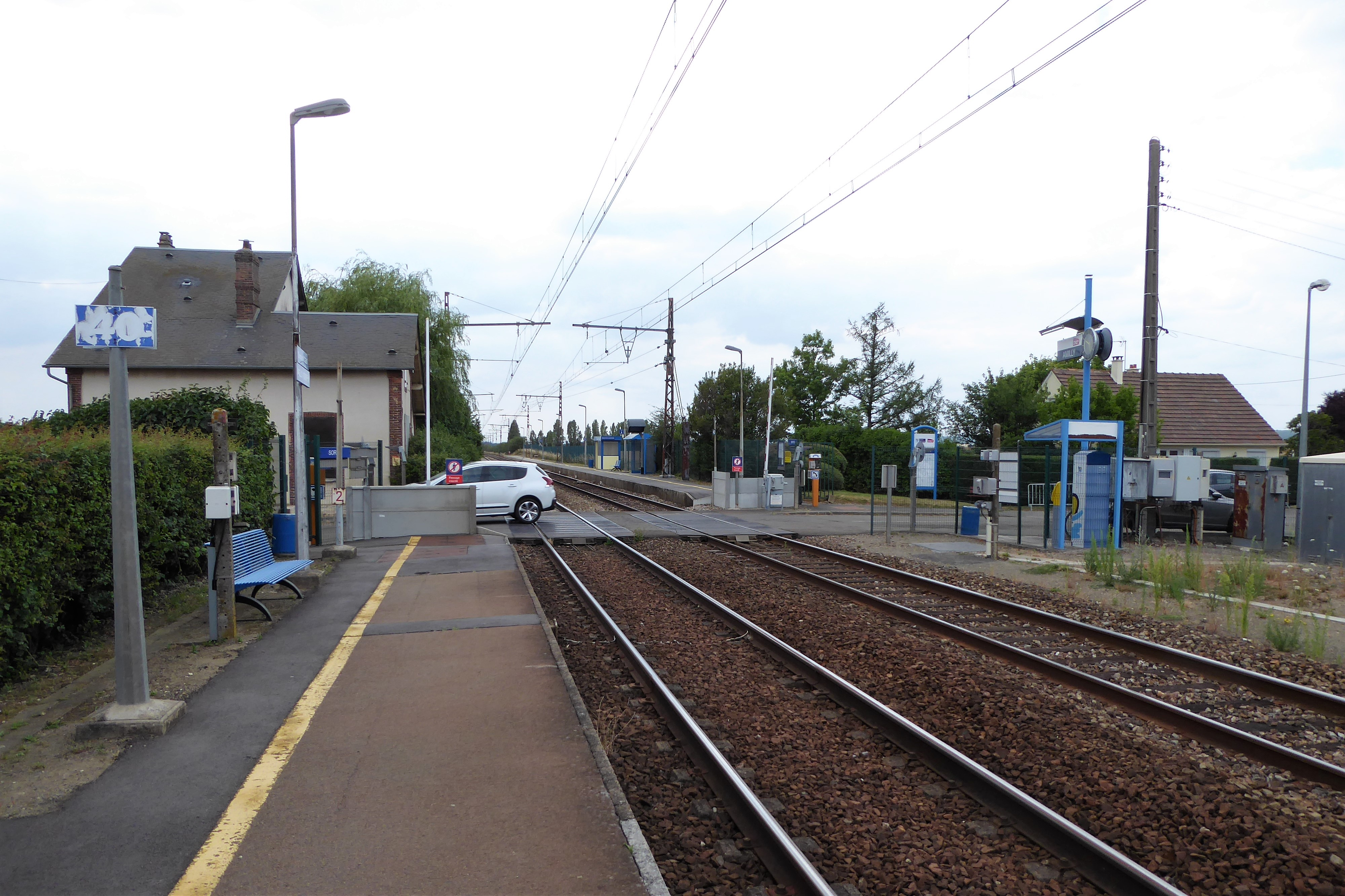
Gare d'Amilly-Ouerray.
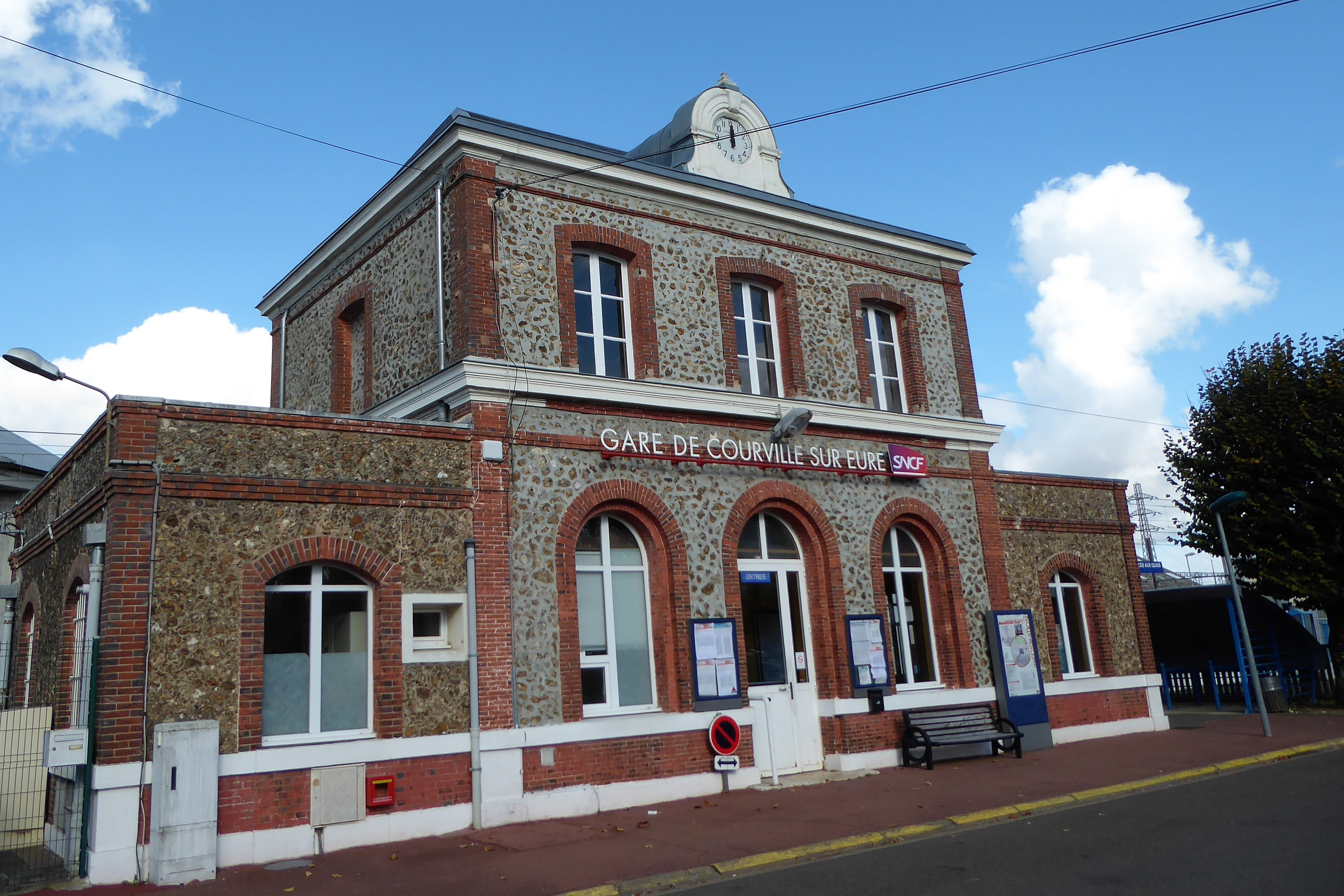
Gare de Courville-sur-Eure.
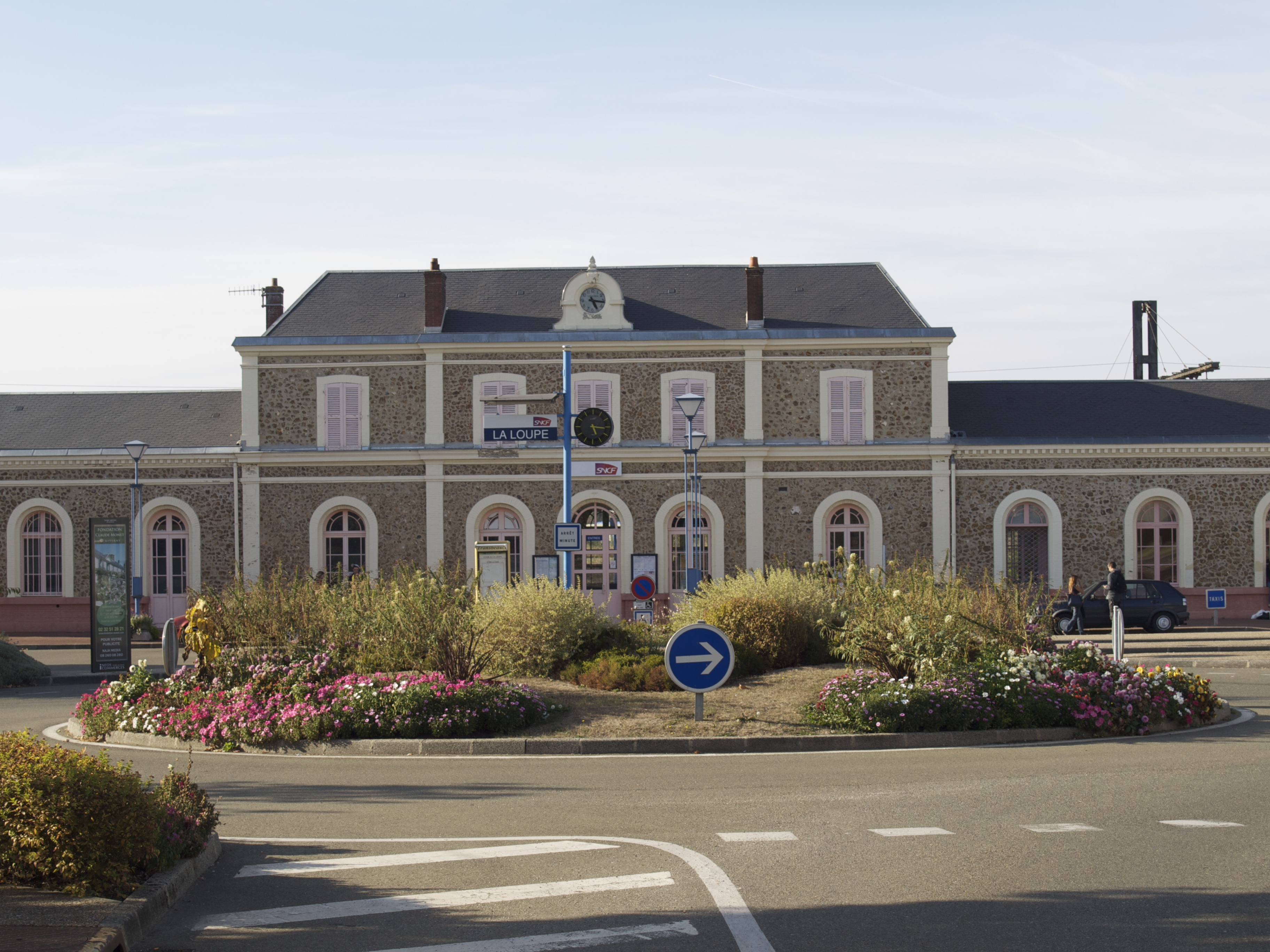
Gare de La Loupe.
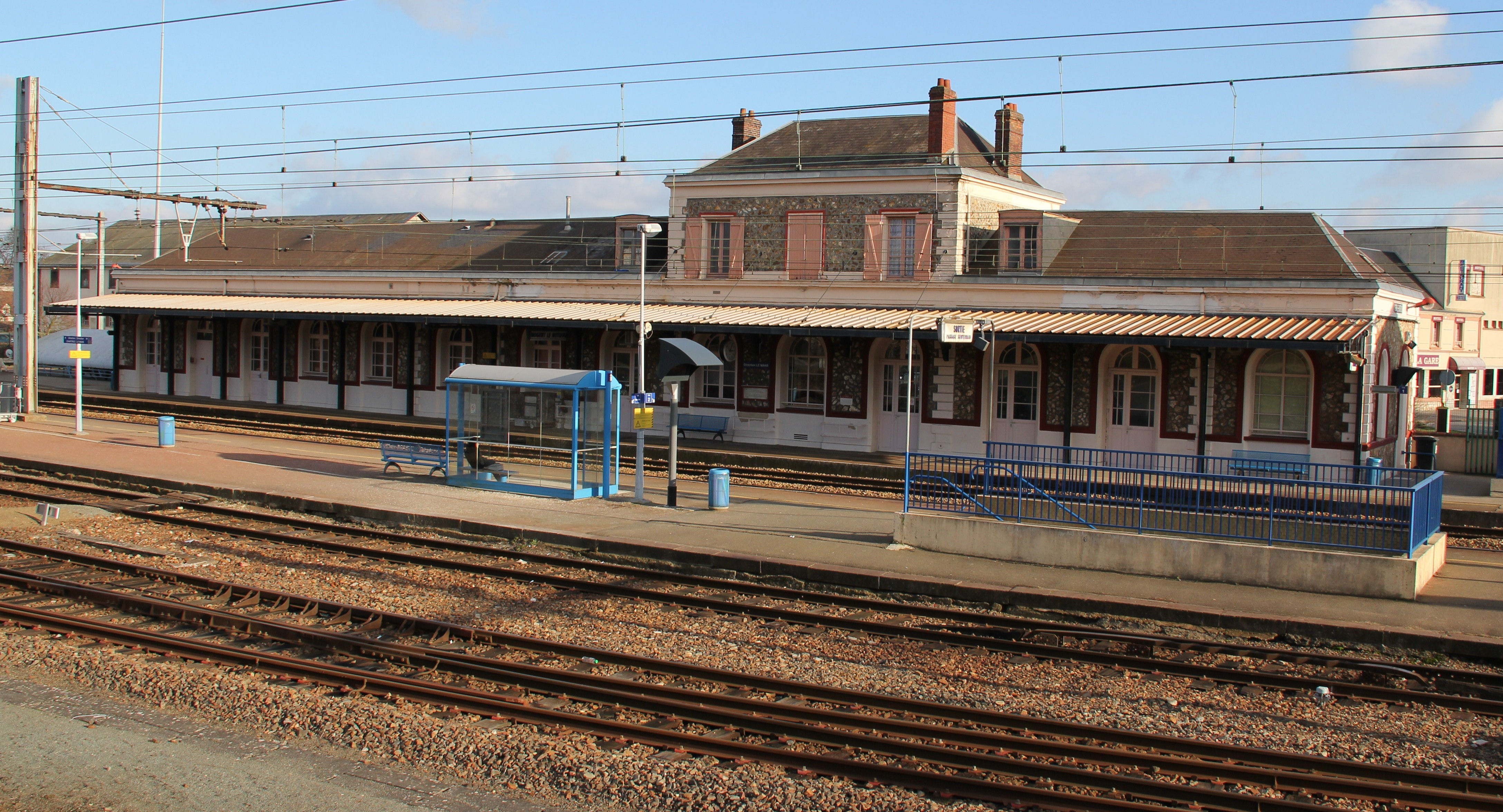
Gare de Nogent-le-Rotrou.

#### Ligne de Chartres à Bordeaux-Saint-Jean
La ligne de Chartres à Bordeaux-Saint-Jean comporte 11 gares sur la section de Chartres à Courtalain-Saint-Pellerin, dont 2 sont fermées :
- Chartres - Lucé - La Taye-Jean Moulin - Bailleau-le-Pin - Magny-Blandainville - Illiers-Combray - Vieuvicq-Montigny (fermée) - Brou - Le Bois-Mouchet (fermée) - Arrou - Courtalain-Saint-Pellerin- Département de Loir-et-Cher (Droué).

Gares de la ligne de Chartres à Bordeaux-Saint-Jean
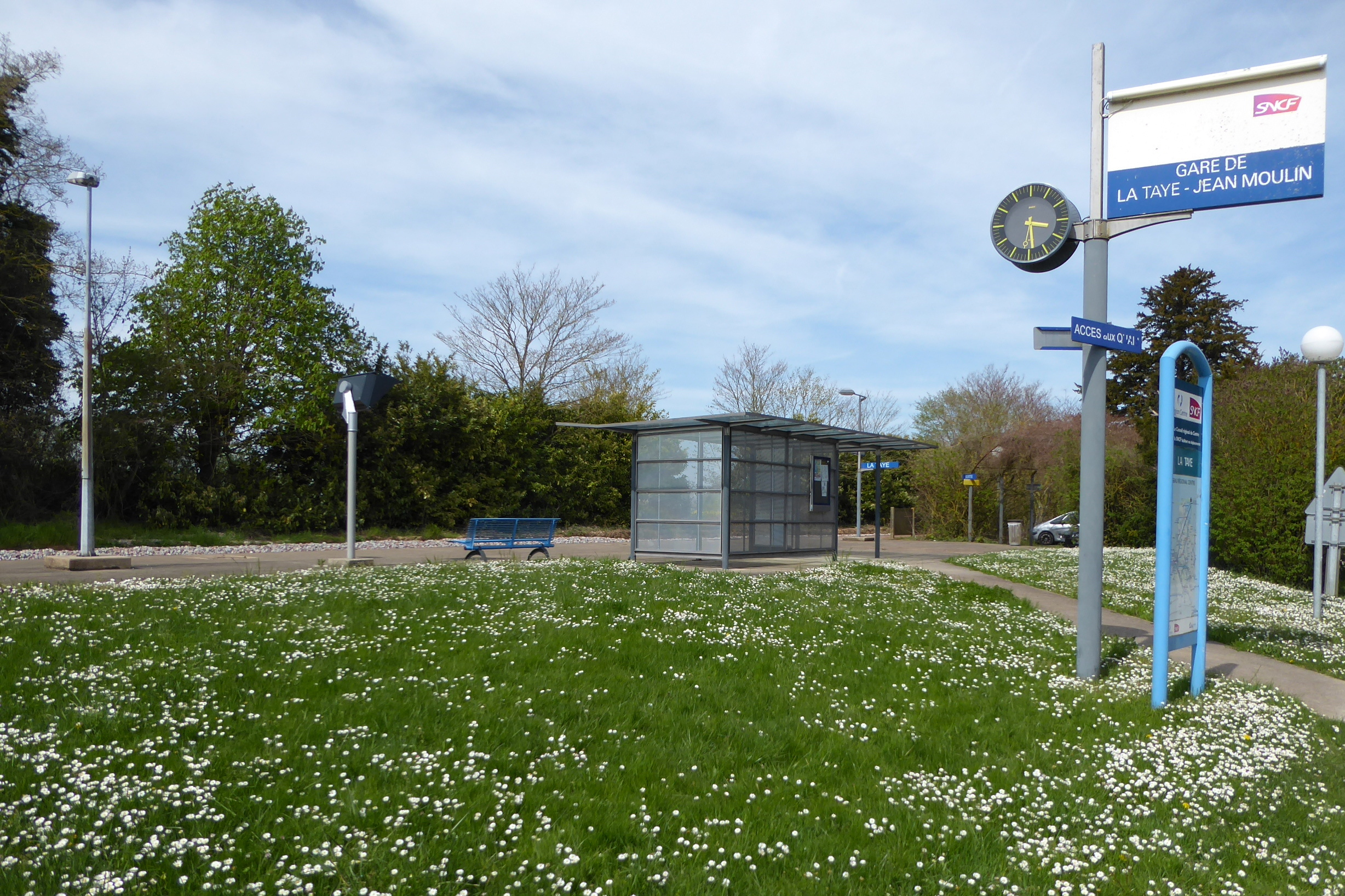
Gare de La Taye-Jean Moulin.
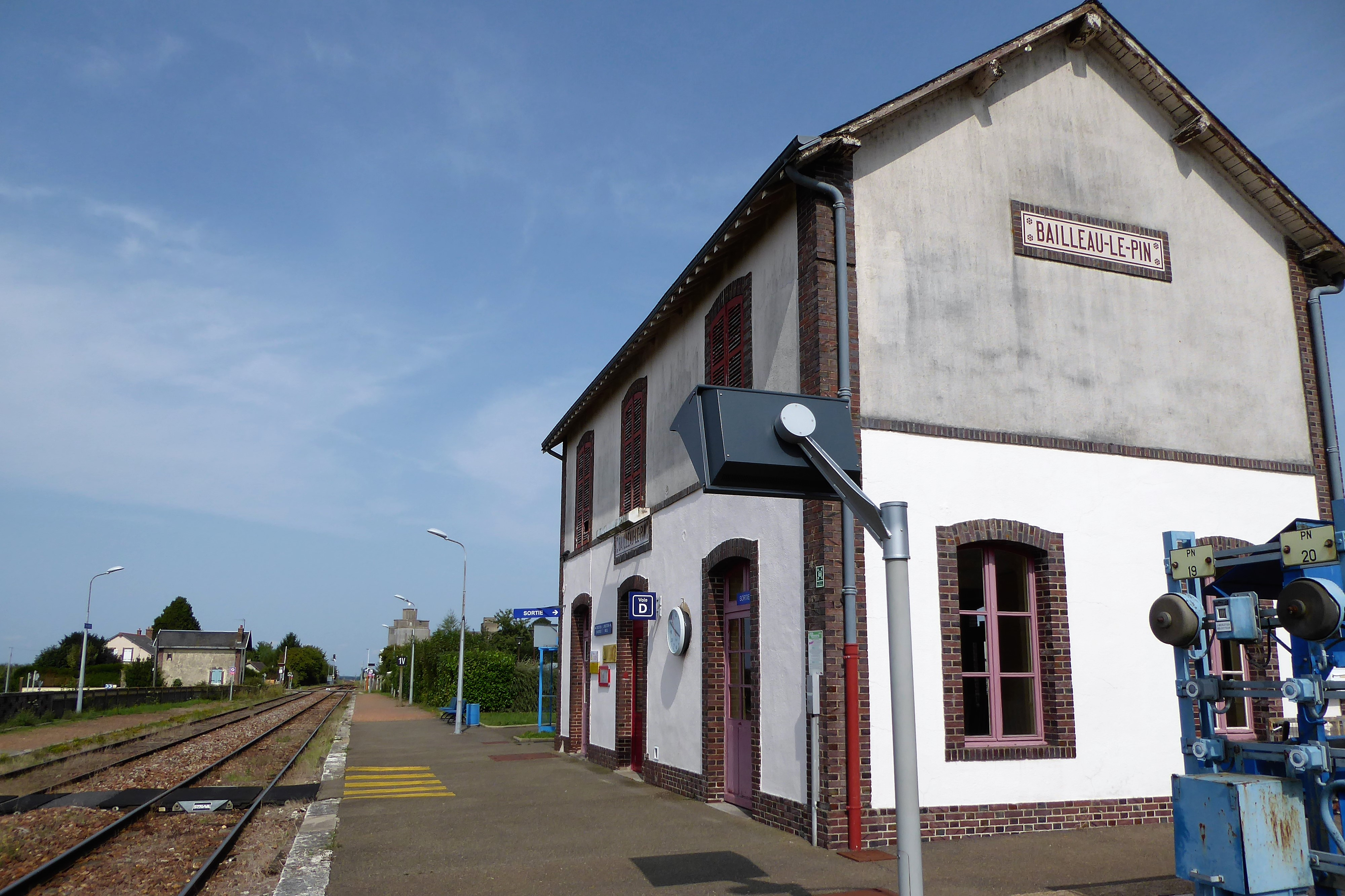
Gare de Bailleau-le-Pin.
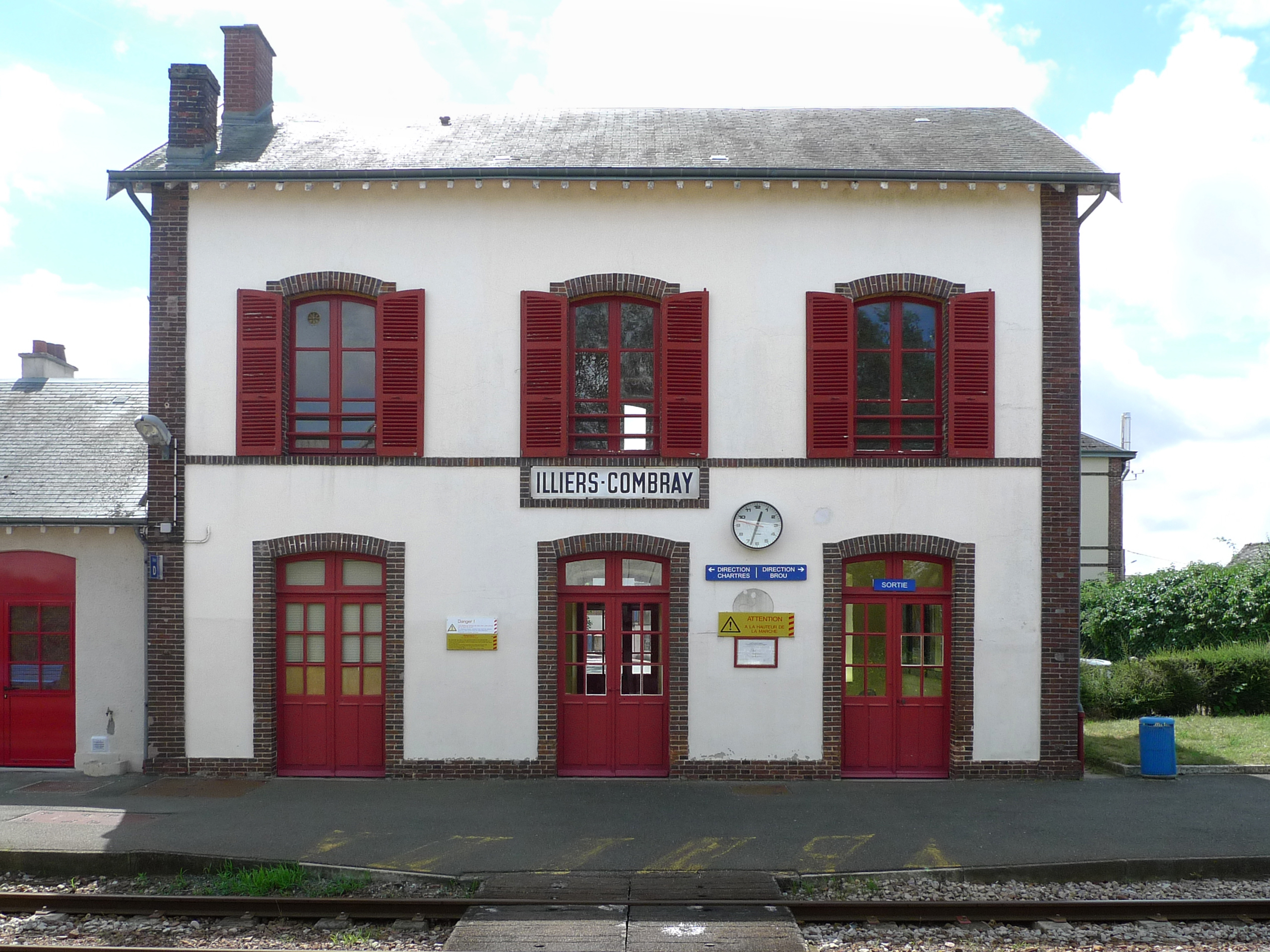
Gare d'Illiers-Combray.
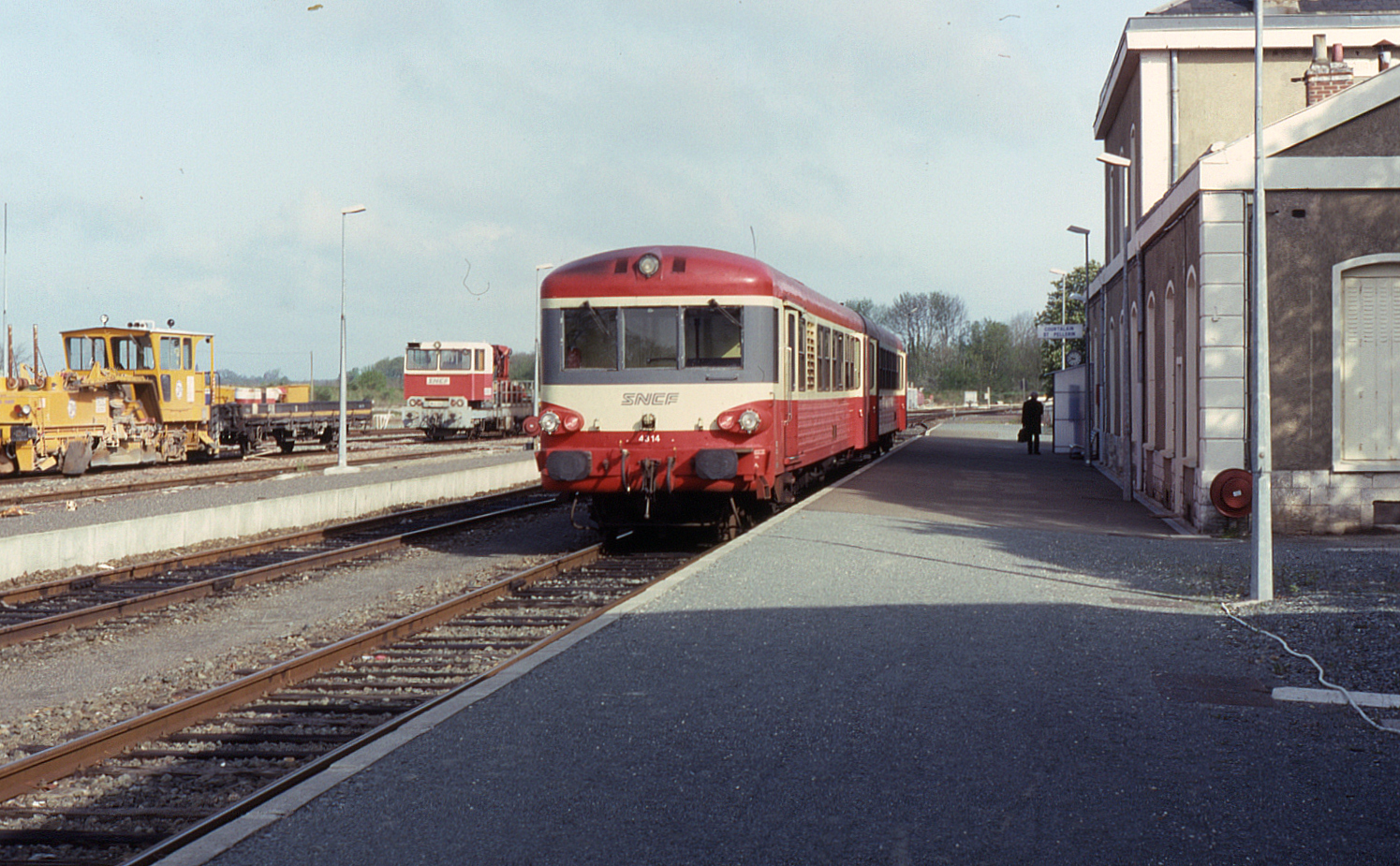
Gare de Courtalain - Saint-Pellerin.
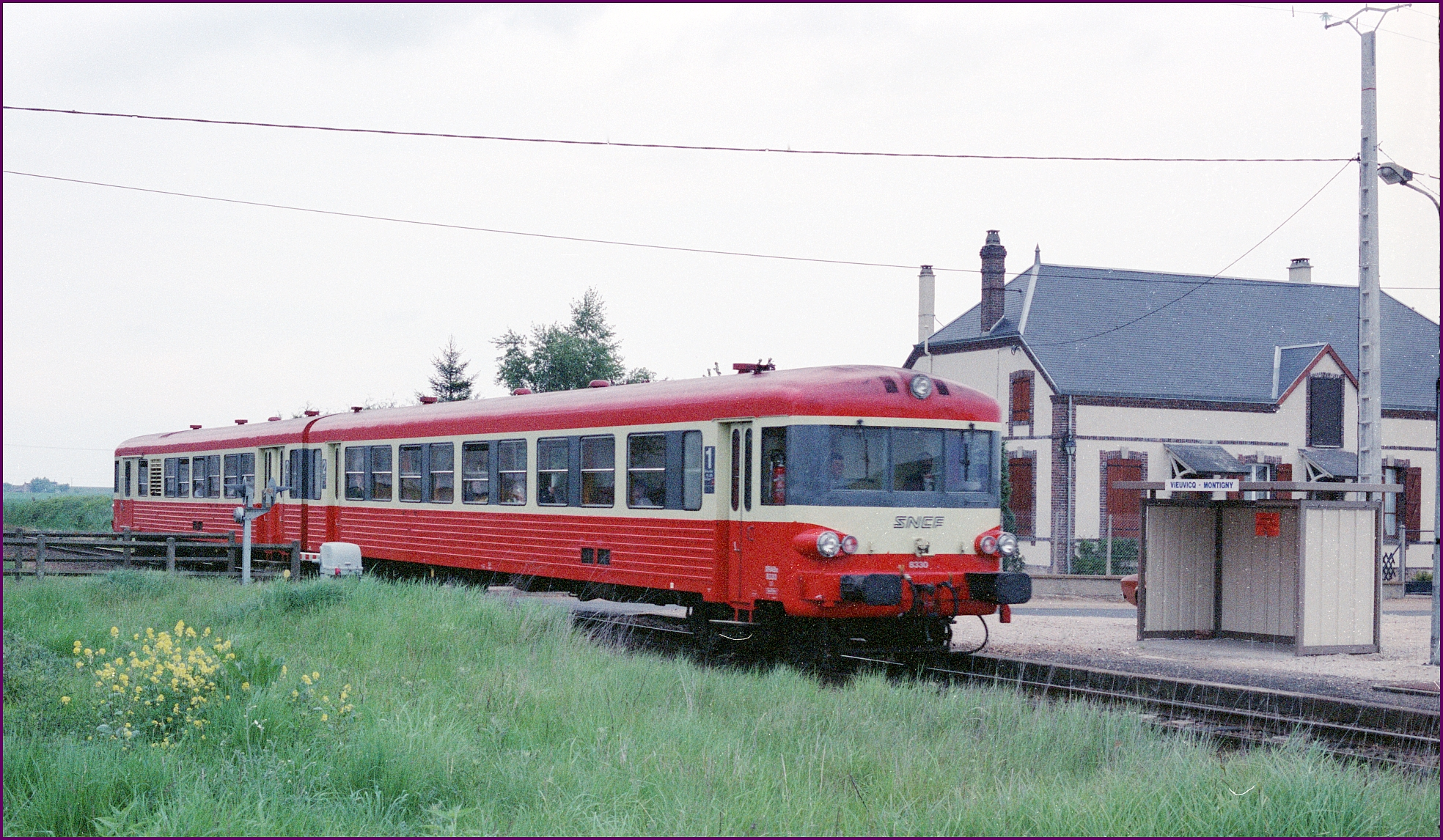
Gare de Vieuvicq-Montigny

#### Ligne de Chartres à Orléans
La ligne de Chartres à Orléans dispose des gares ou arrêts suivants : 
- Chartres - Beaulieu-Le-Coudray (fret) - Berchères-les-Pierres (fermée) - Theuville (fermée) - Voves - Fains-la-Folie (fret) - Orgères-en-Beauce (fret) - Gommiers-Terminiers (fret) - Département du Loiret (Patay) .

En 2018, seule la section de Chartres à Voves est ouverte aux voyageurs.

Gares ou haltes de la ligne de Chartres à Orléans
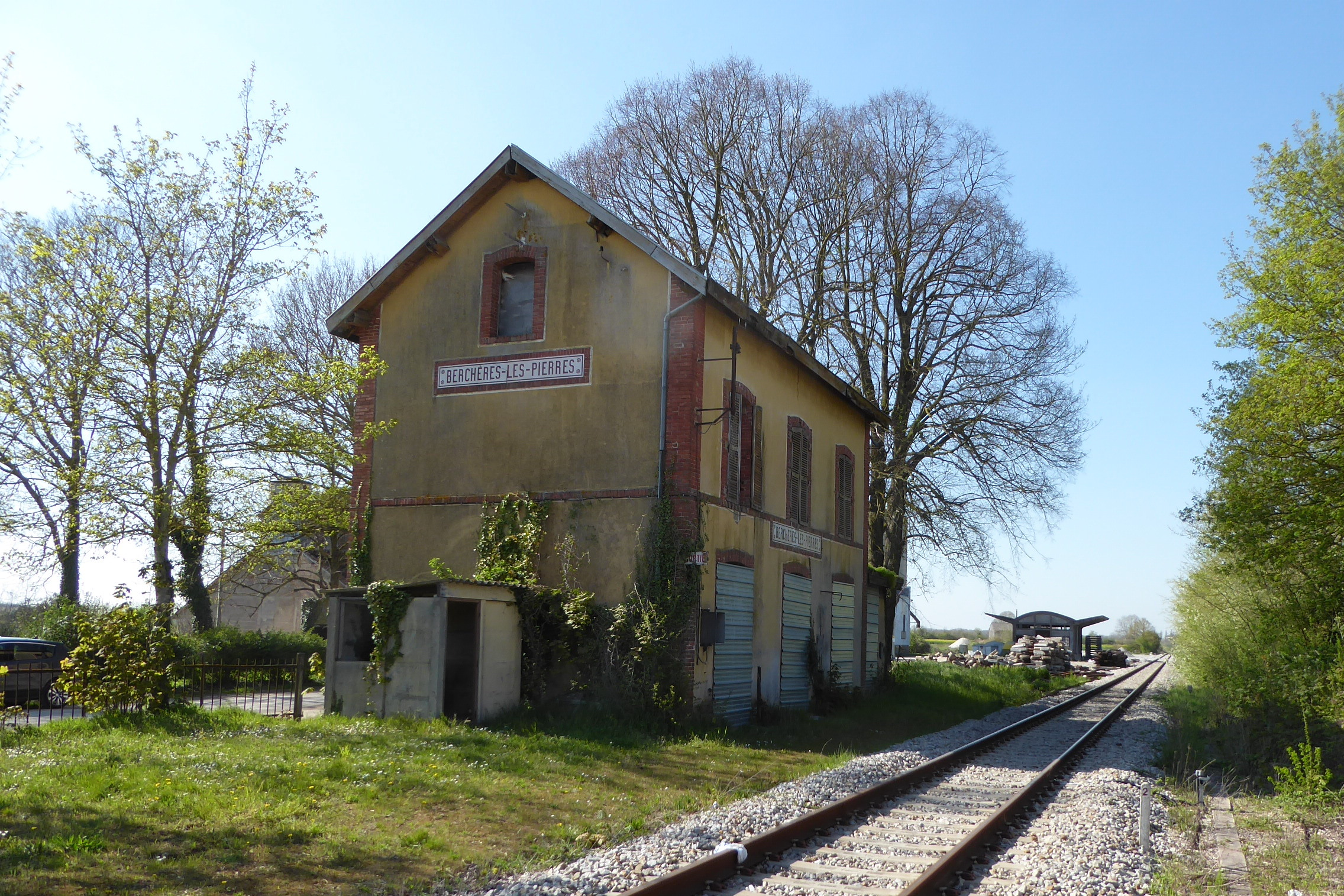
Gare de Berchères-les-Pierres (fermée).
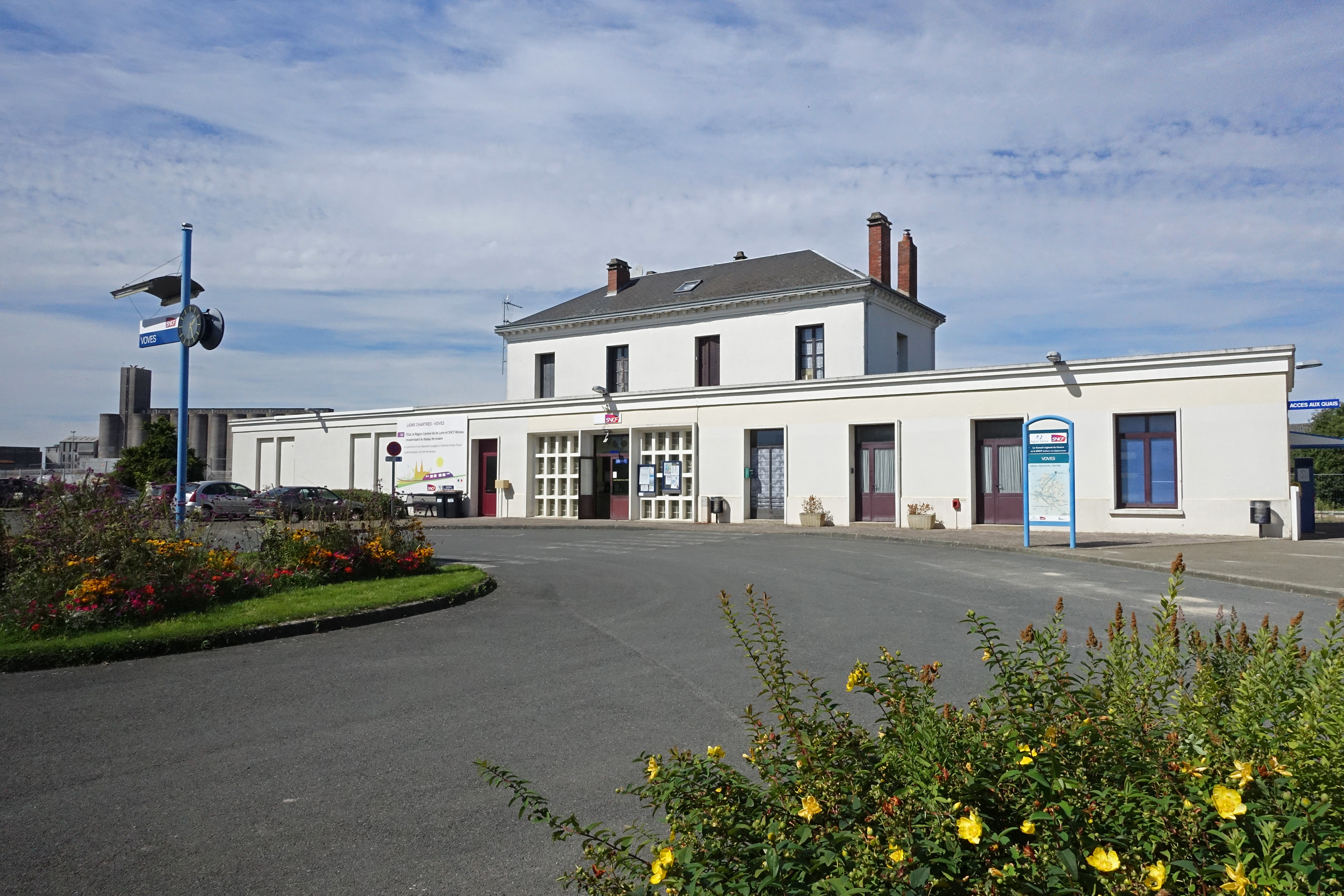
Gare de Voves.

#### Ligne de Saint-Cyr à Surdon
La ligne de Saint-Cyr à Surdon, section de la ligne de Paris à Granville, comporte, en Eure-et-Loir, 3 gares :
- Département des Yvelines (Houdan) - Marchezais-Broué - Dreux - Saint-Germain-Saint-Rémy - Département de l'Eure (Nonancourt).

Gares ou haltes de la ligne de Saint-Cyr à Surdon
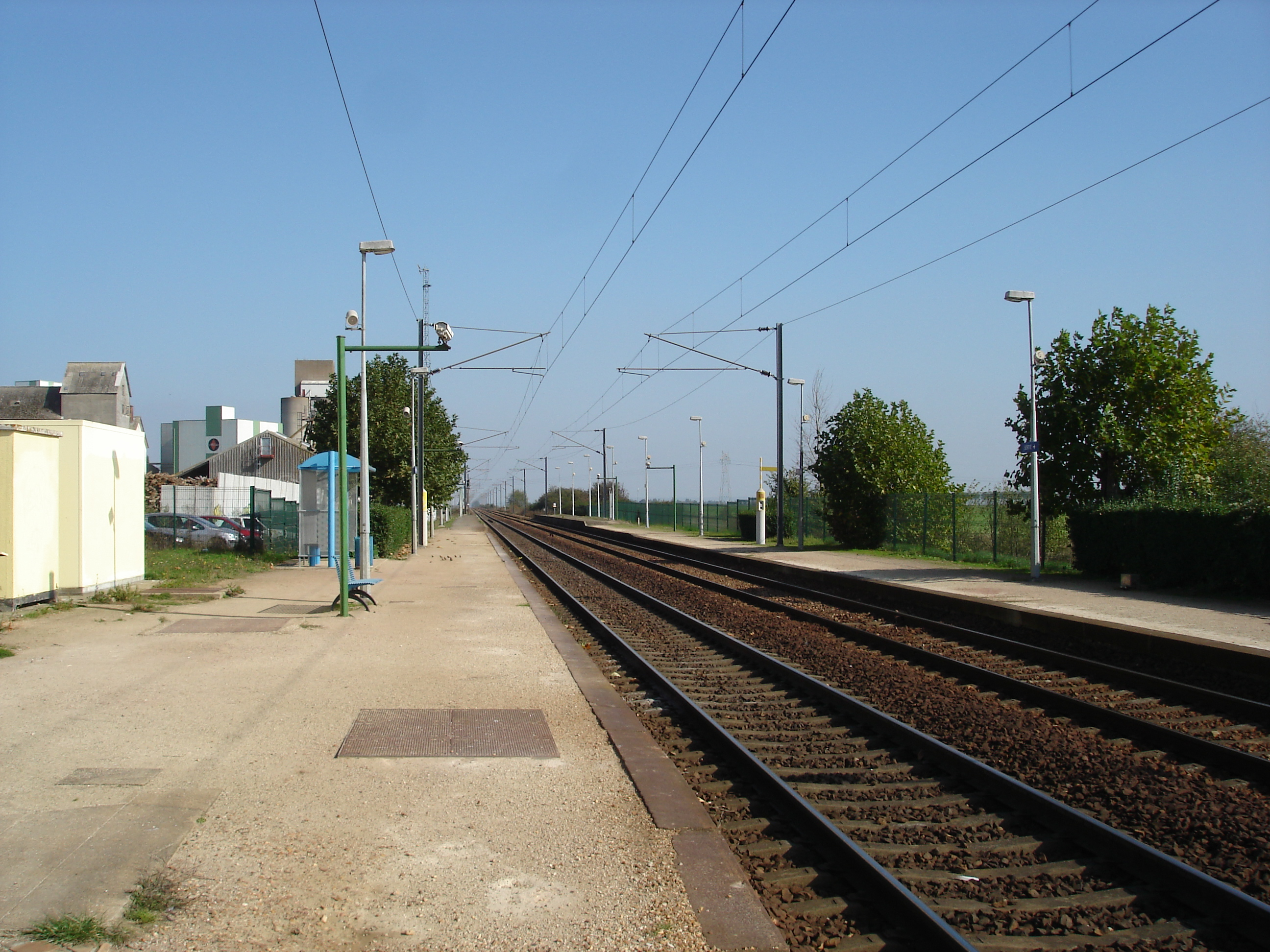
Gare de Marchezais - Broué.
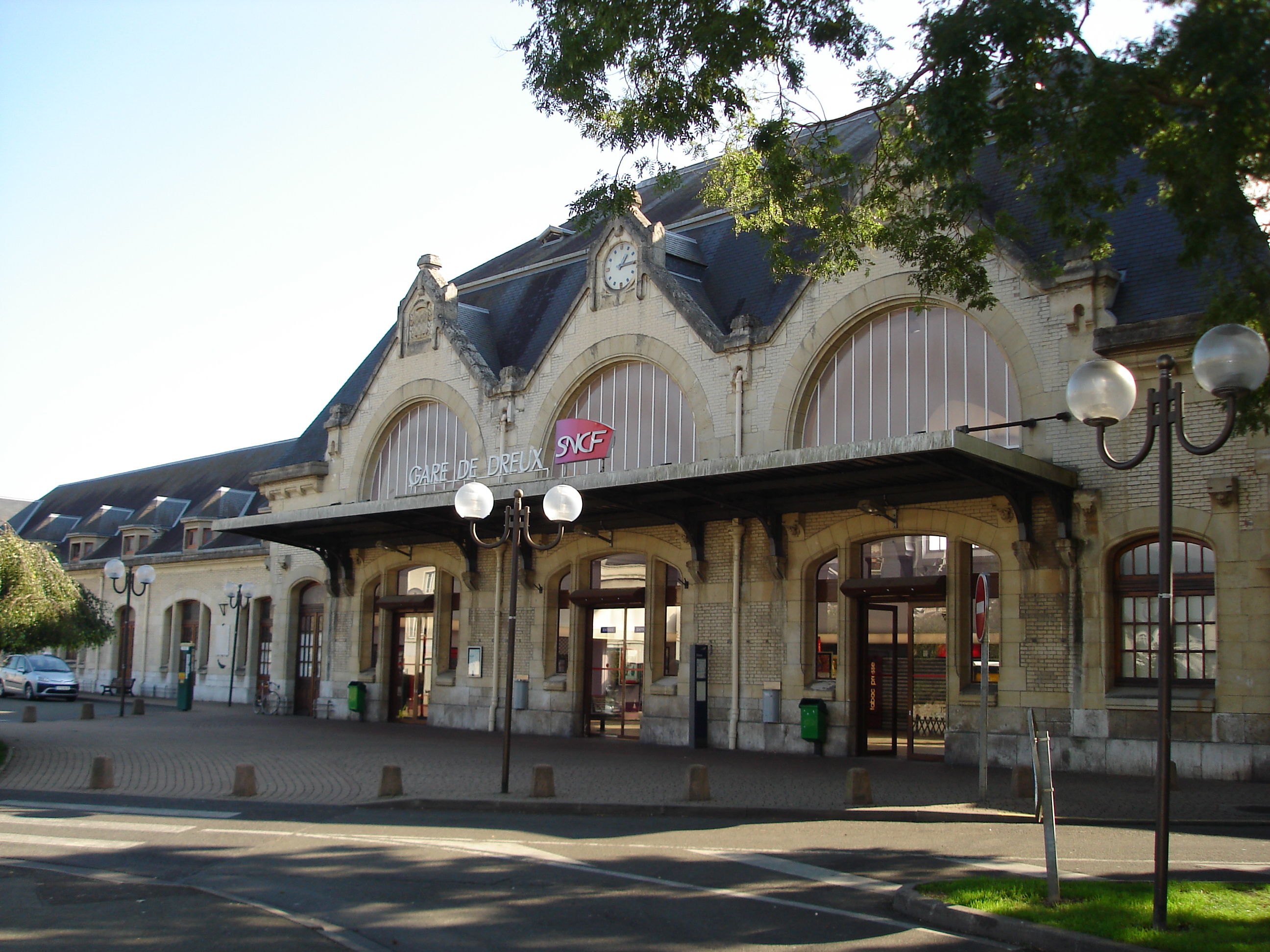
Gare de Dreux.
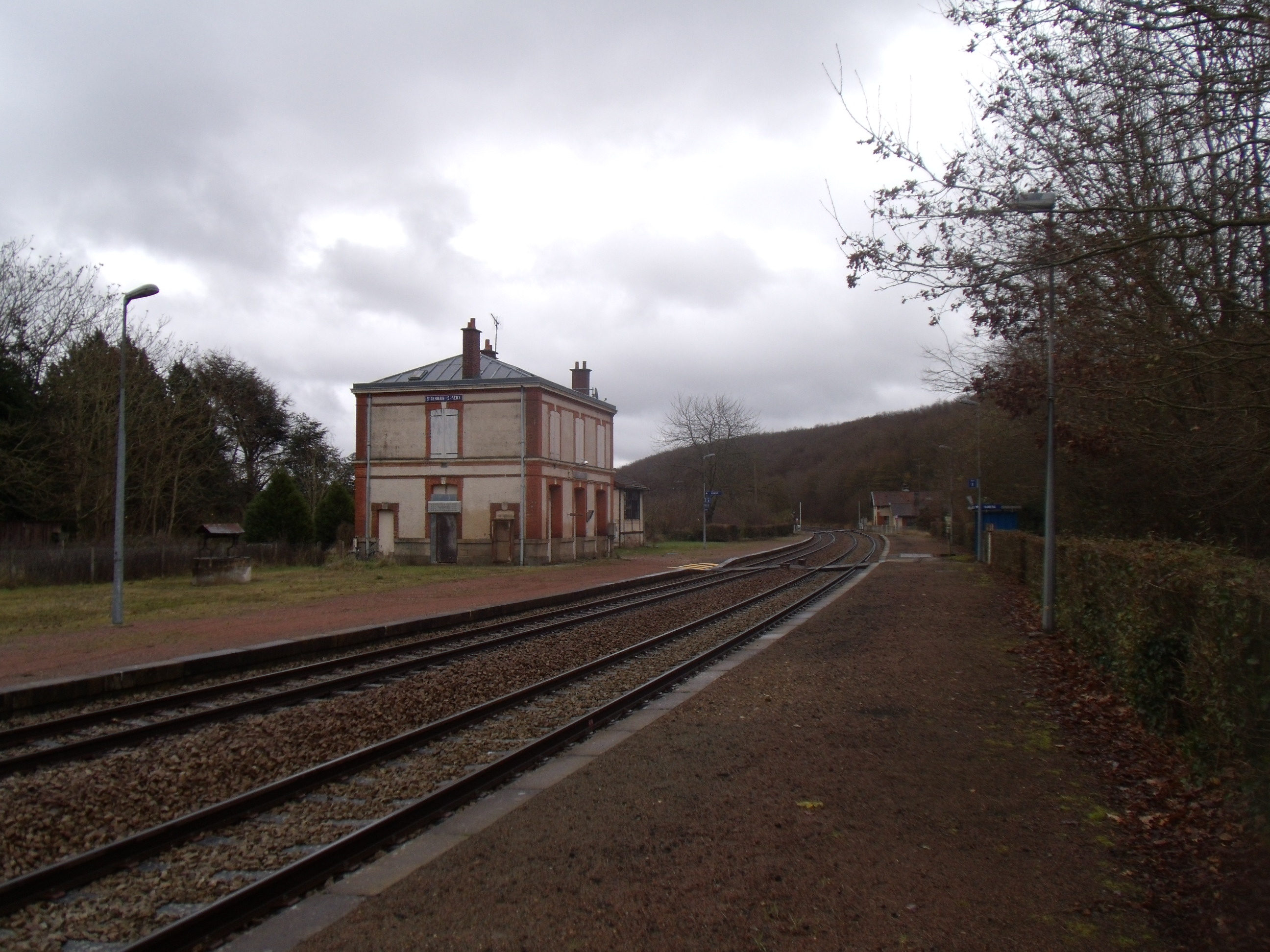
Gare de Saint-Germain - Saint-Rémy.

#### Ligne de Brétigny à La Membrolle-sur-Choisille
La ligne de Brétigny à La Membrolle-sur-Choisille dispose de 11 gares ou haltes, dont 6 fermées aux voyageurs :
- Département de l'Essonne (Dourdan-La Forêt) - Auneau - Santeuil (fermée) - Allones-Boisville (fret) - Beauvilliers (fermé) - Voves - Le Gault-Saint-Denis (fermé) - Moriers (fermé) - Bonneval - Marboué (fermé) - Châteaudun - Cloyes- Département de Loir-et-Cher (Fréteval-Morée).

Gares ou haltes de la ligne de Brétigny à La Membrolle-sur-Choisille
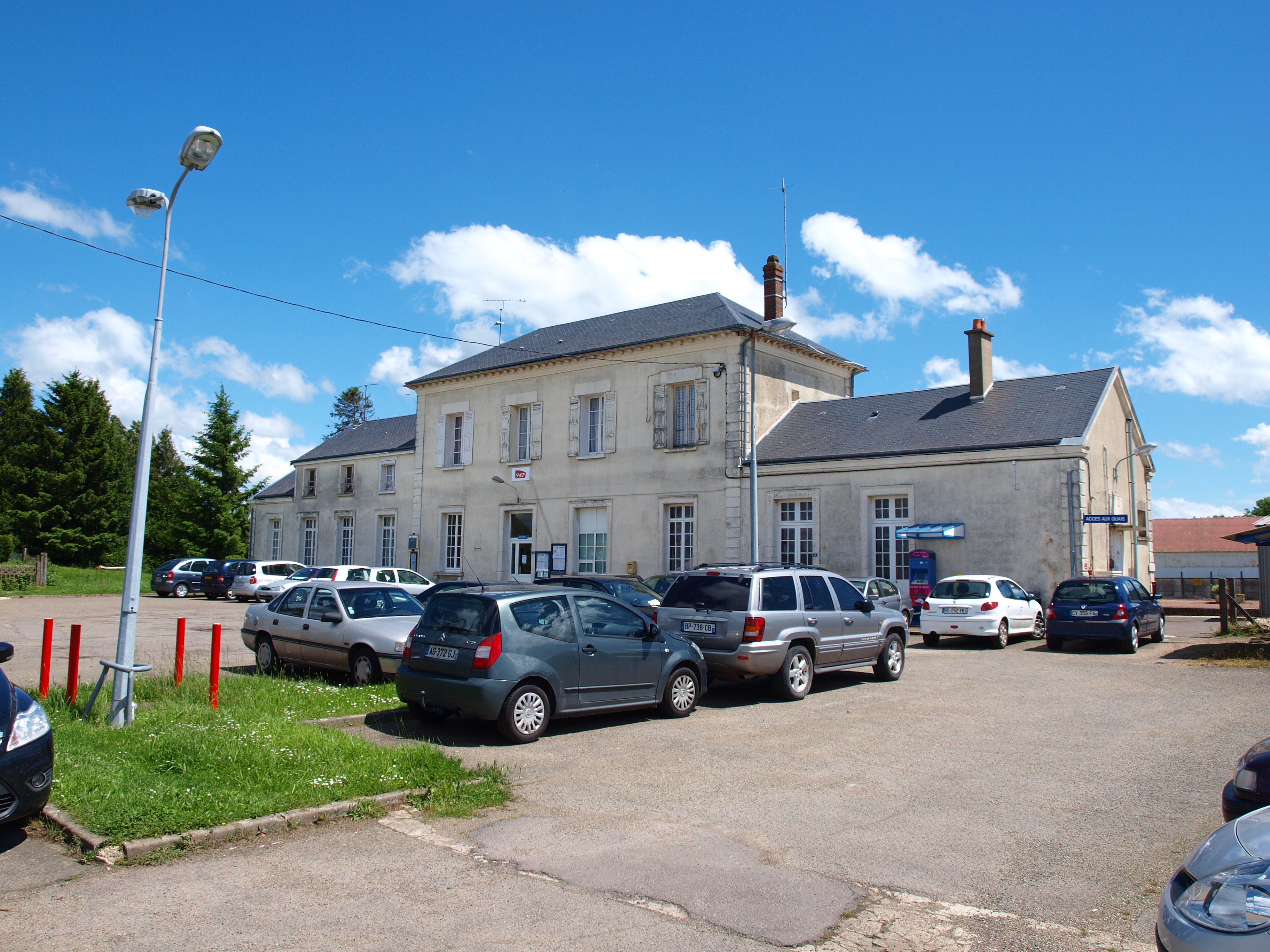
Gare d'Auneau.
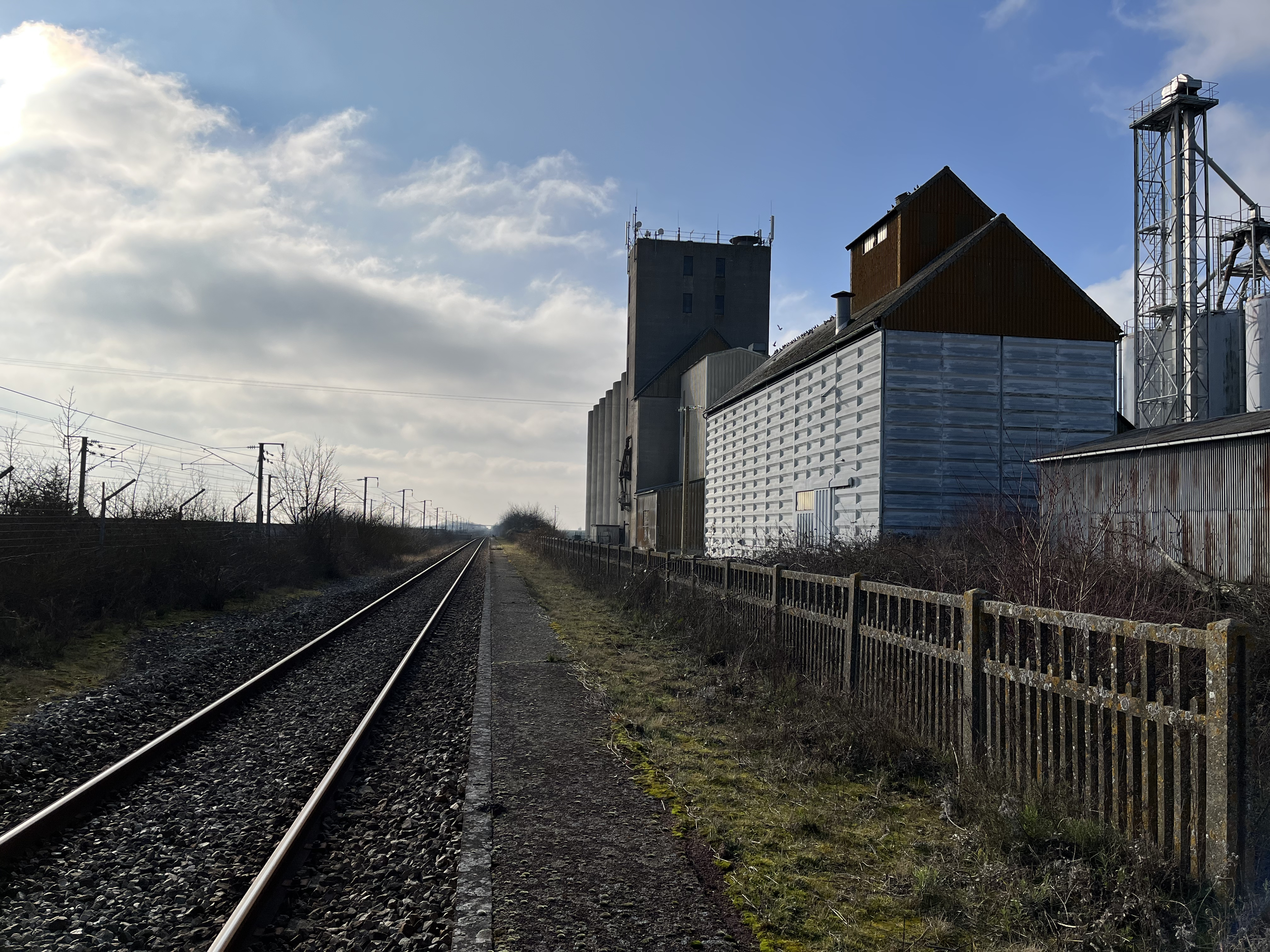
Gare de Santeuil.
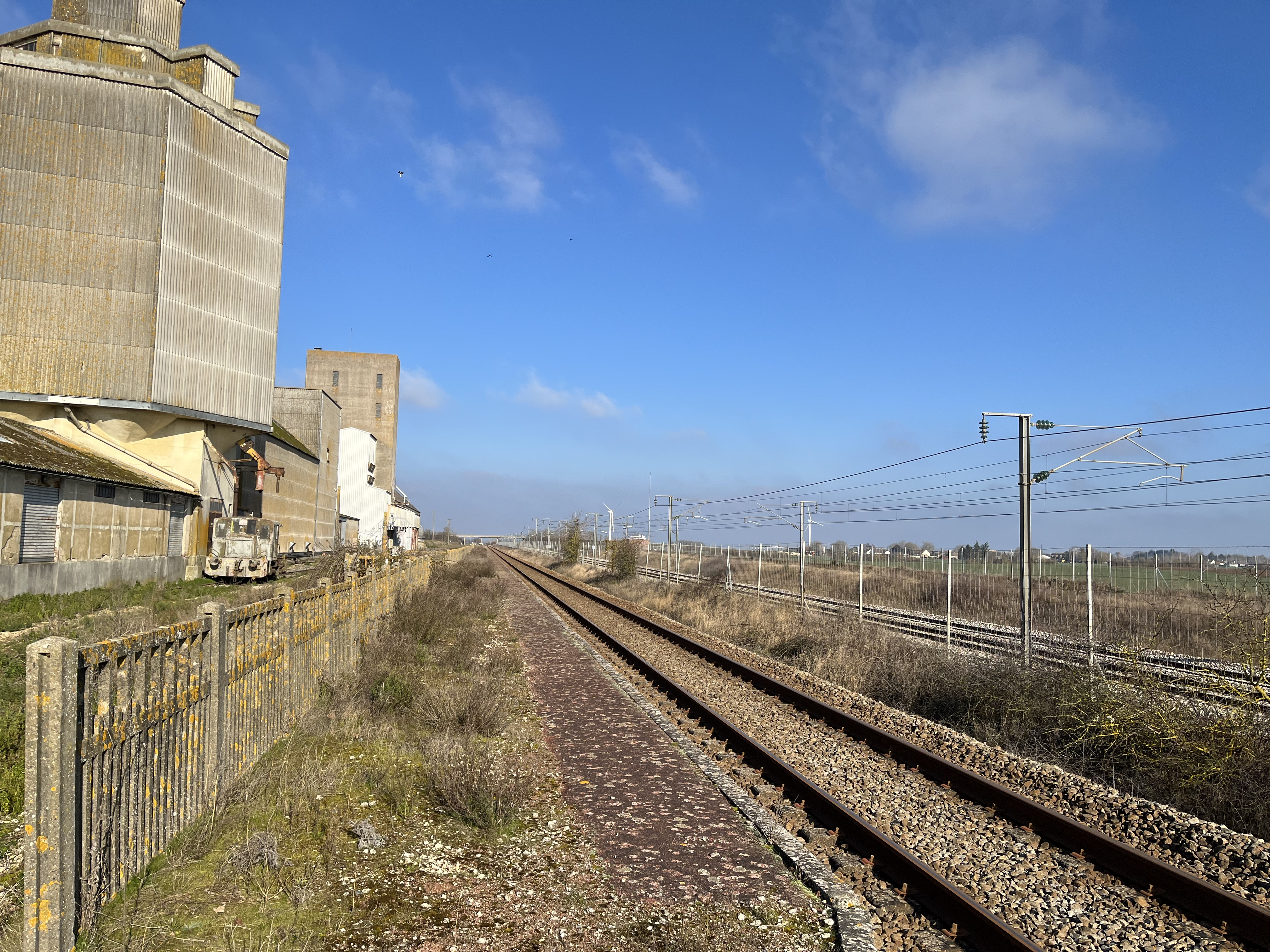
Gare d'Allonnes - Boisville.
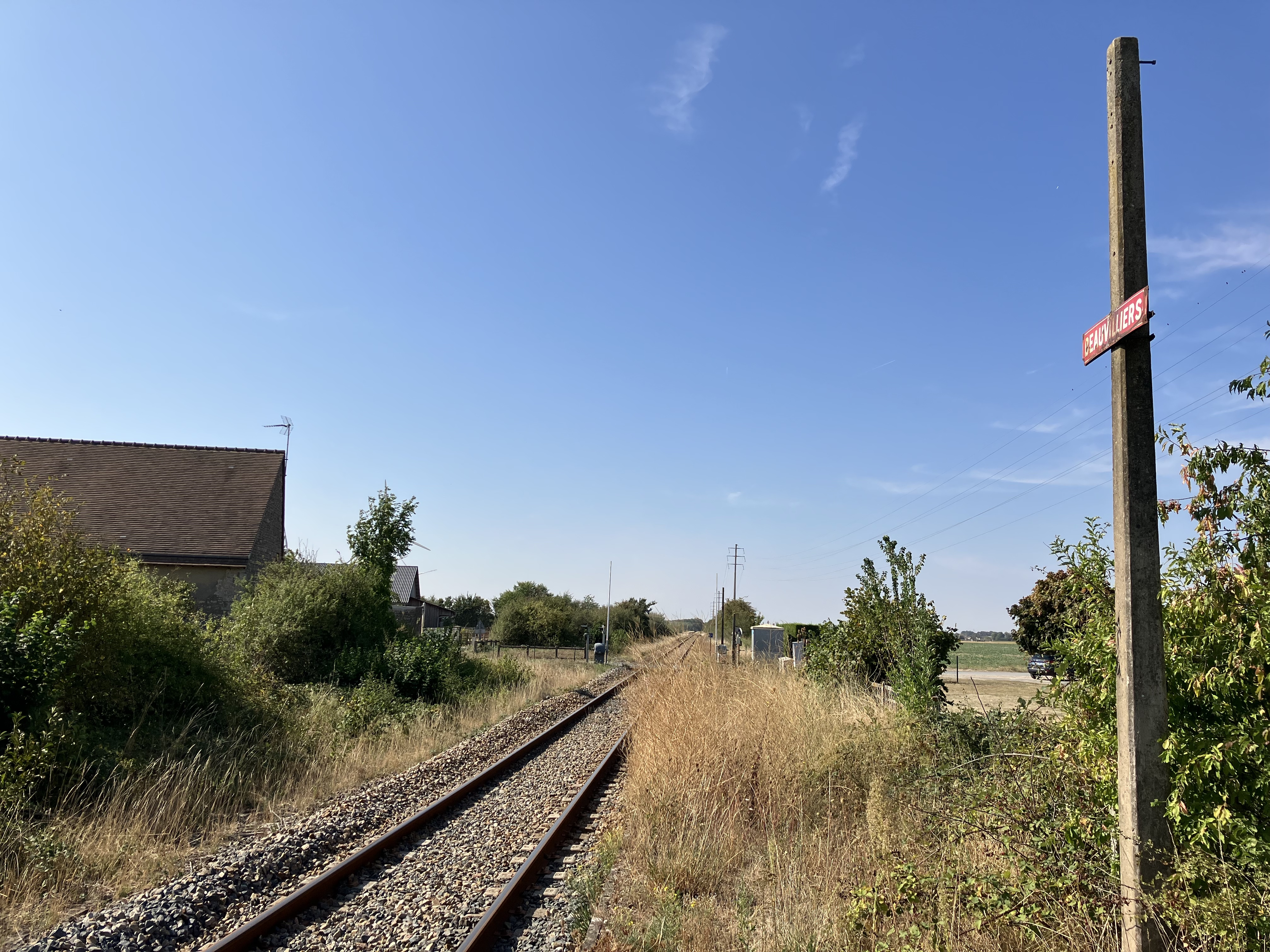
Gare de Beauvilliers.
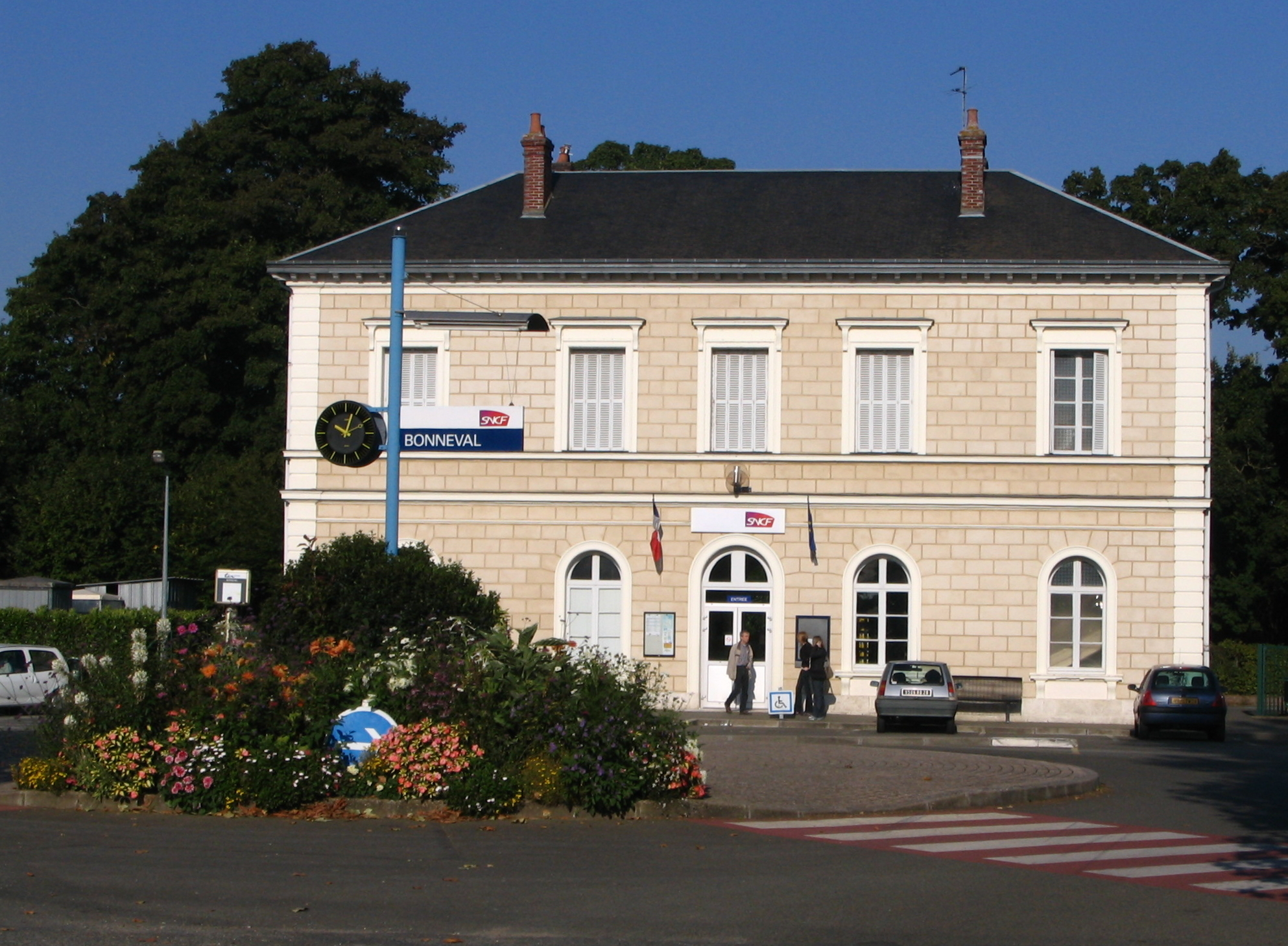
Gare de Bonneval.
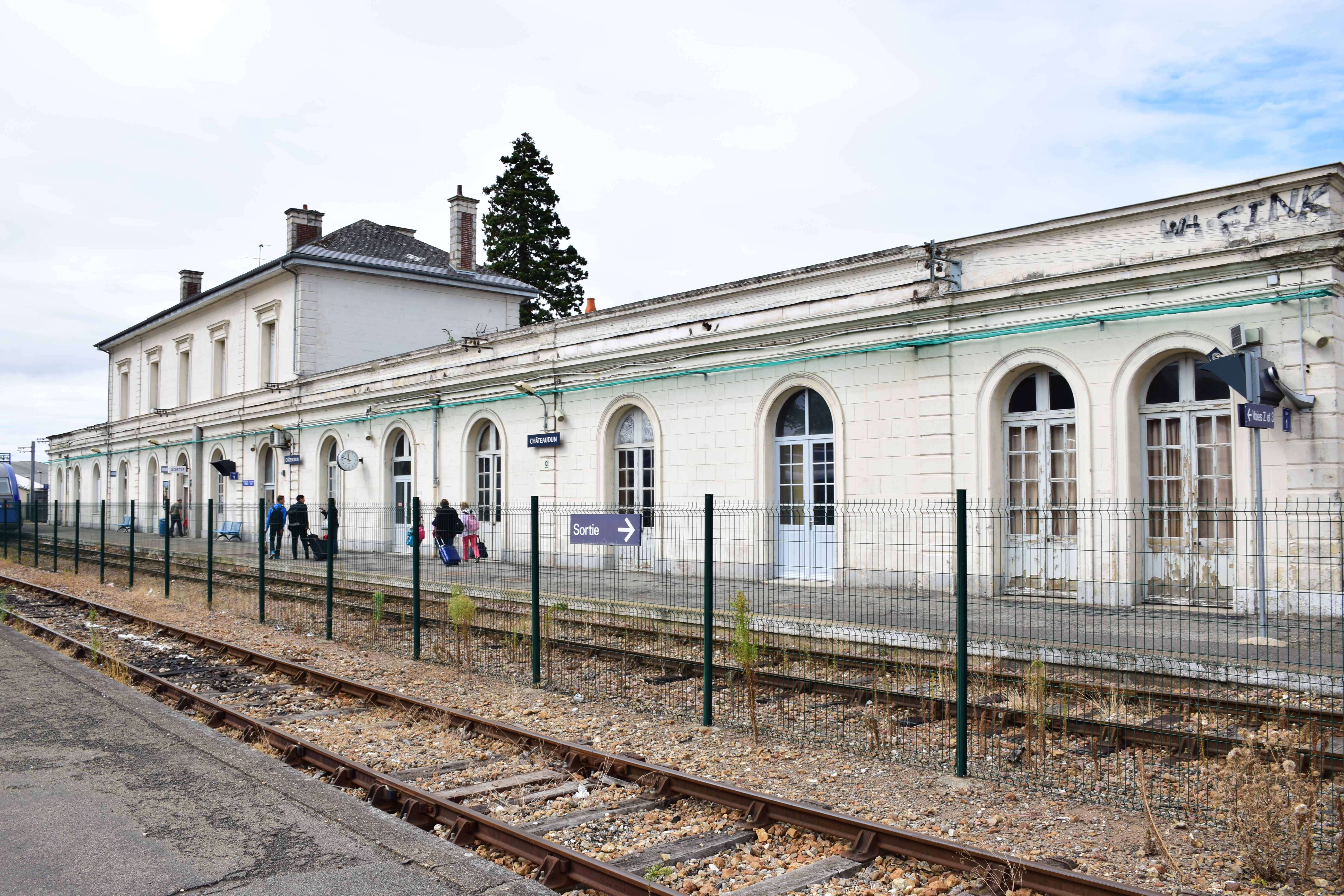
Gare de Châteaudun.
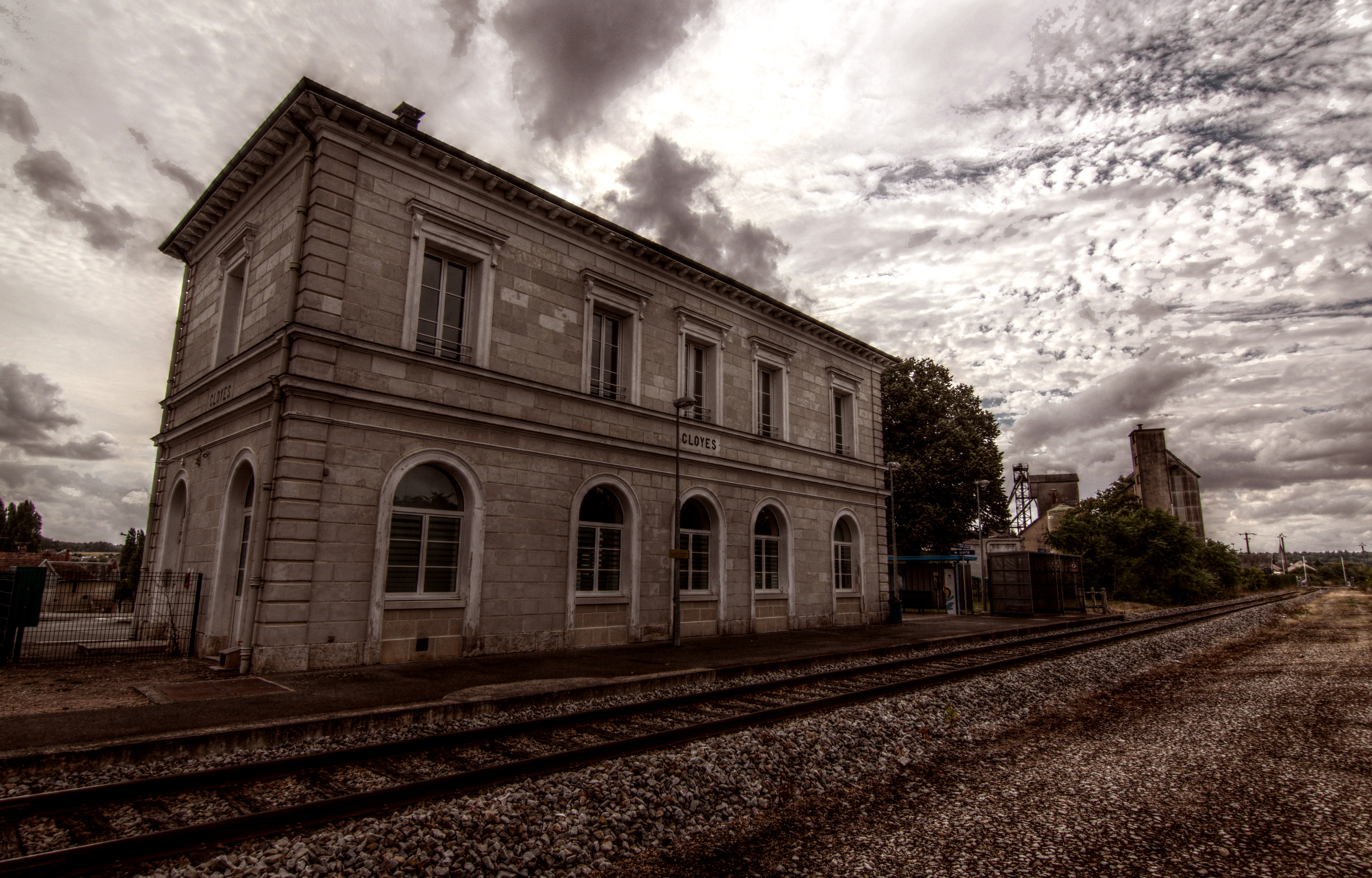
Gare de Cloyes.

#### Ligne de Paris-Austerlitz à Bordeaux-Saint-Jean
La ligne de Paris-Austerlitz à Bordeaux-Saint-Jean comporte 1 gare et une gare voyageurs devenue une halte :
- Département du Loiret (Angerville) - Toury - Château-Gaillard - département du Loiret (Artenay).

Gares ou haltes de la ligne de Paris-Austerlitz à Bordeaux-Saint-Jean
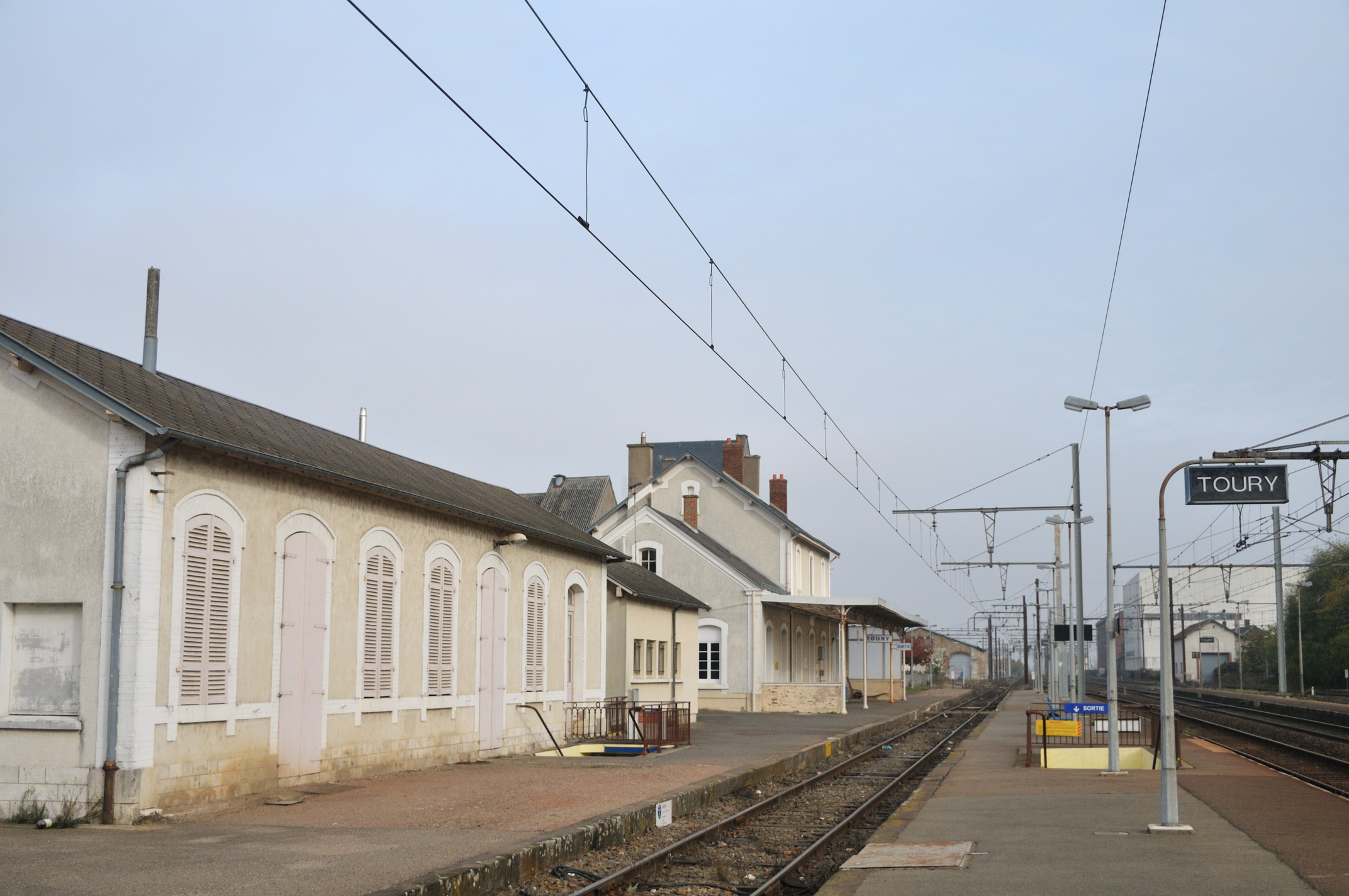
Gare de Toury

#### Ligne de Mantes-la-Jolie à Cherbourg
La ligne de Mantes-la-Jolie à Cherbourg ne comporte qu'un seul arrêt en Eure-et-Loir, fermé aux voyageurs :
- Département des Yvelines (Bréval) - Gare de Gilles - Guainville - département de l'Eure (Bueil).

### Lignes ouvertes uniquement au fret

#### Ligne de Chartres à Dreux
La ligne de Chartres à Dreux comporte les gares ou arrêts suivants :
- Chartres - Bailleau-l'Évêque - Briconville - Clévilliers - Theuvy-Achères - Villette-les-Bois-Chêne-Chenu - Saint-Sauveur-Marville - Morvillette-Saulnières - Aunay-sous-Crécy - Garnay - Dreux.

Déferrée dans sa partie centrale entre Saint-Sauveur-Marville et Aunay-sous-Crécy, le fret, essentiellement céréalier, emprunte soit la section Chartres-Saint-Sauveur, soit la section Aunay-sous-Crécy-Dreux.

Ligne de Chartres à Dreux
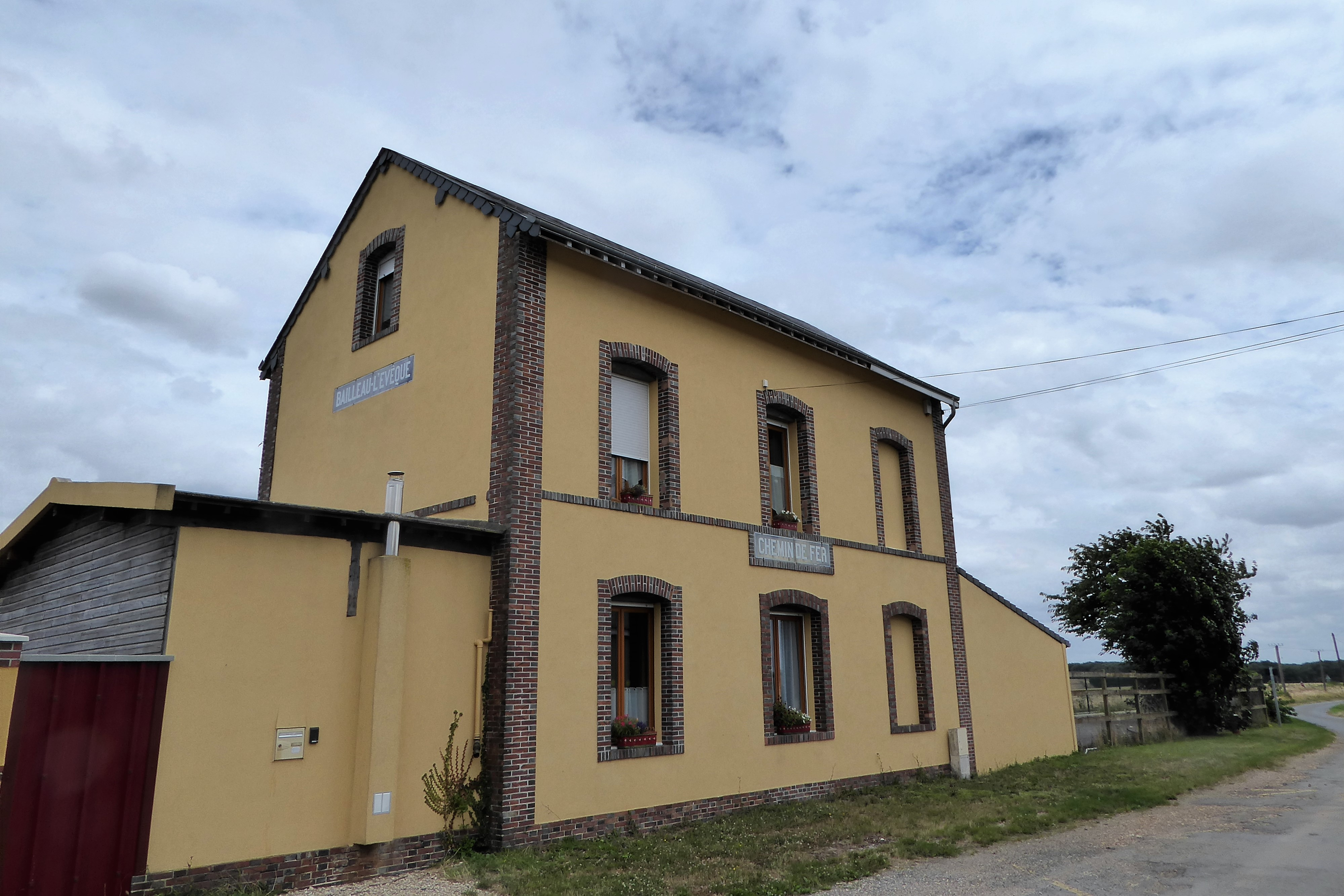
Ancienne gare de Bailleau-l'Évêque.
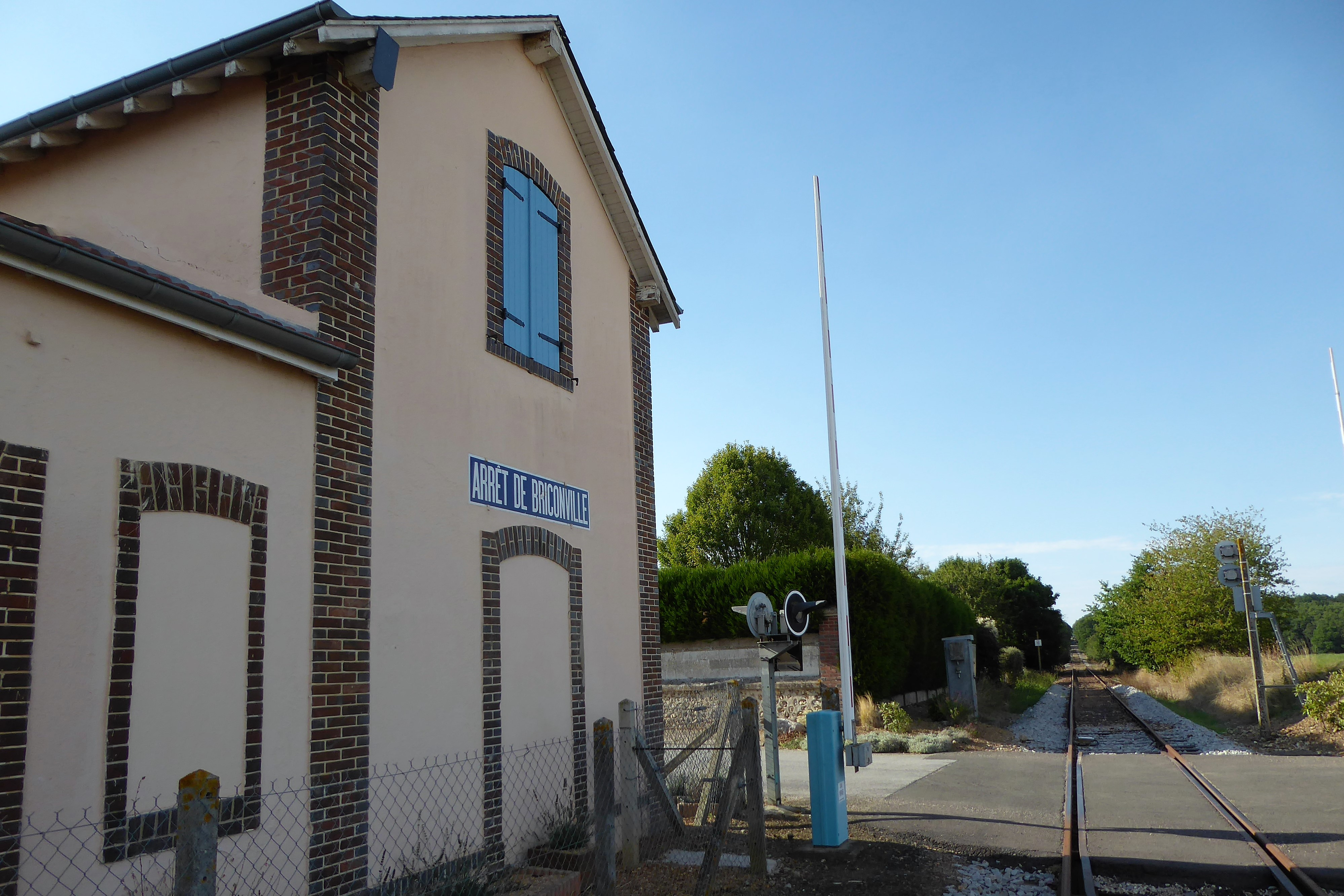
Ancien arrêt de Briconville.
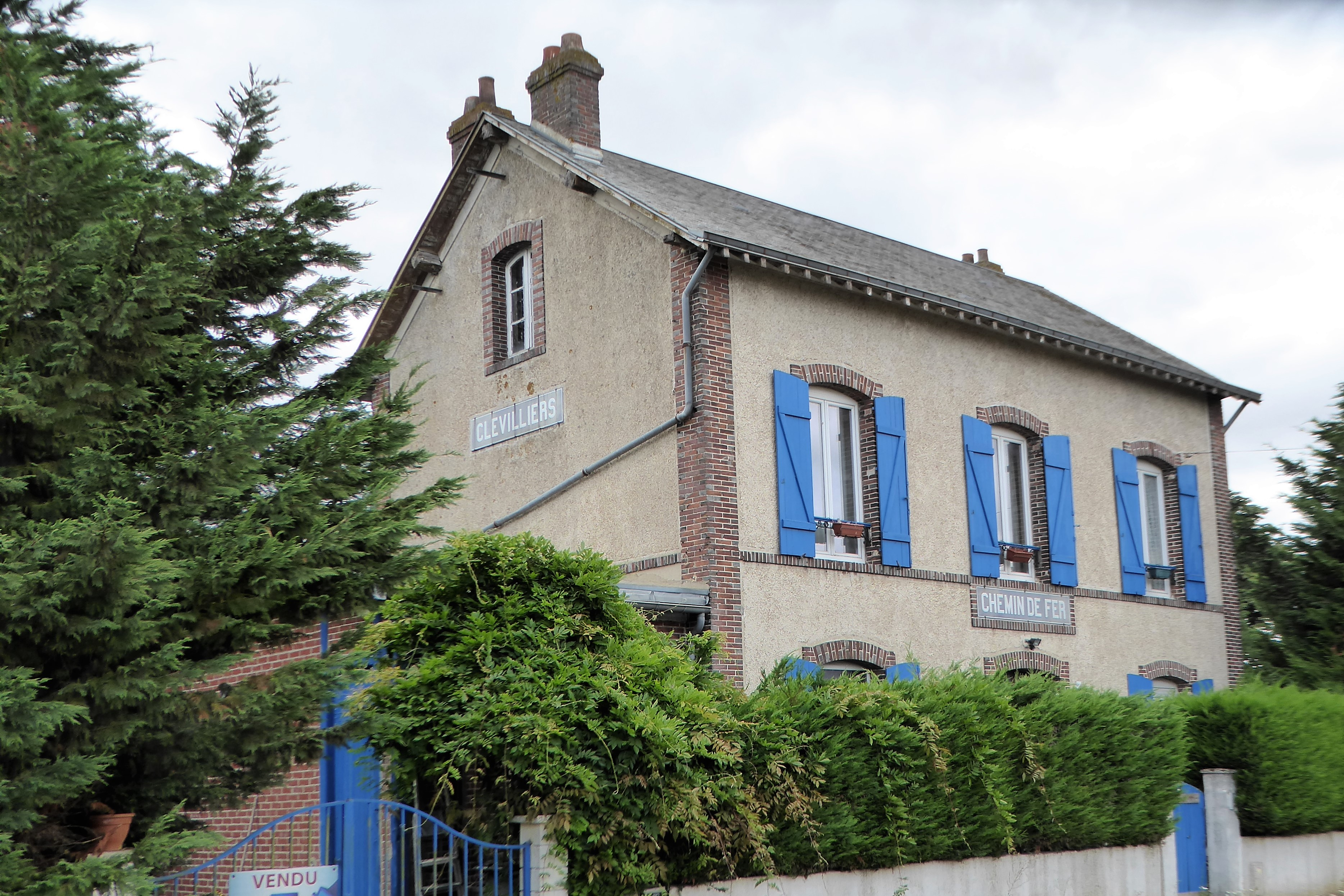
Ancienne gare de Clévilliers.

#### Ligne de Courtalain - Saint-Pellerin à Patay
La ligne de Courtalain - Saint-Pellerin à Patay comportait les gares ou arrêts suivants :
- Courtalain-Saint-Pellerin - Langey (déferré) - Saint-Denis-les-Ponts (déferré) - Châteaudun - Lutz-en-Dunois - Civry - Saint-Cloud (fermé) - Péronville (fermé) - Département du Loiret (Patay).

Déferrée de Courtalain - Saint-Pellerin à Châteaudun, le fret utilise ponctuellement la section Châteaudun - Lutz-en-Dunois, jusqu'à l'embranchement particulier d'un silo.

Gare ou arrêts de la ligne de Courtalain - Saint-Pellerin à Patay
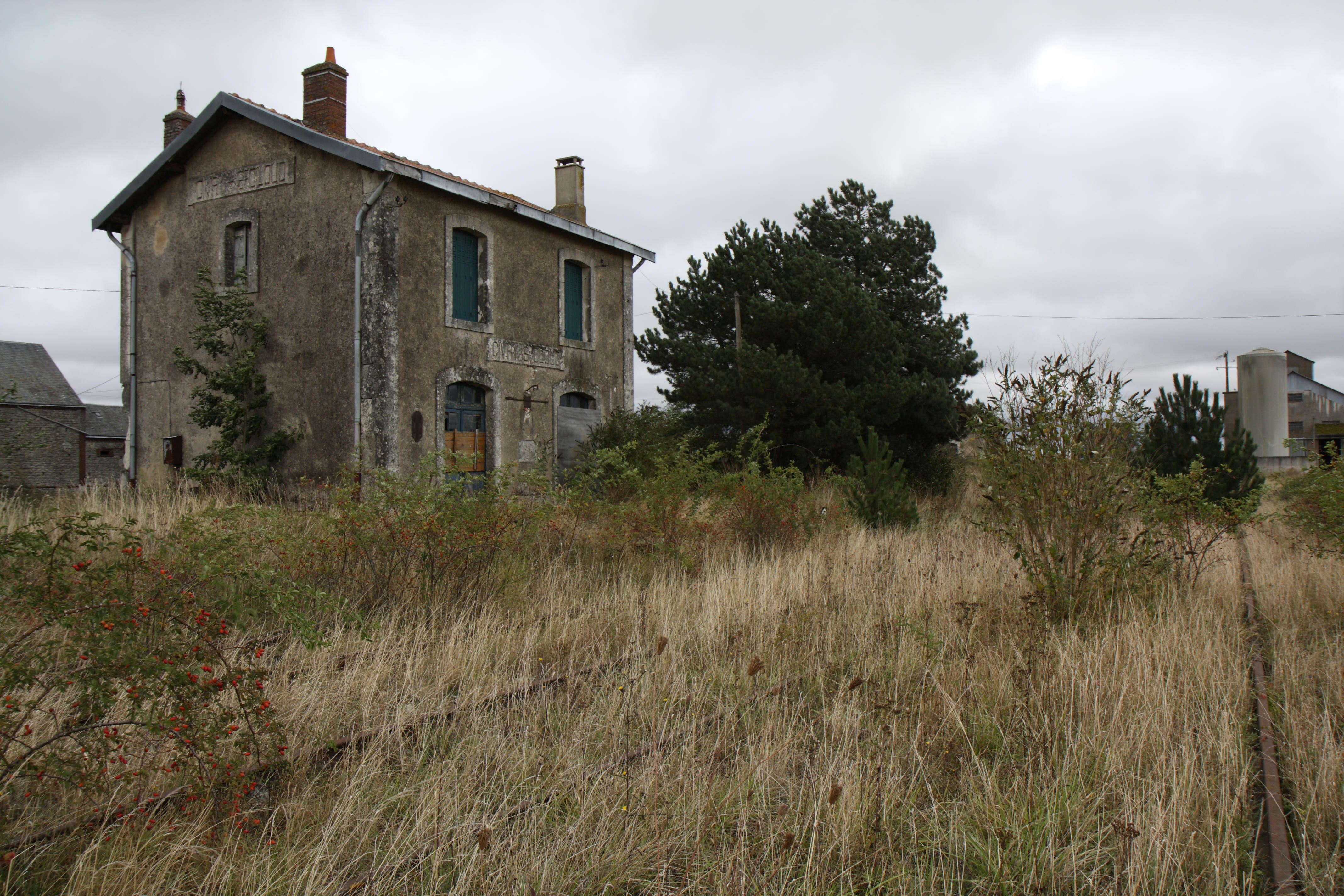
Ancienne gare de Civry - Saint-Cloud

#### Ligne de Voves à Toury
La ligne de Voves à Toury possède 5 gares, dont 4 fermées et 1 réservée au fret :
- Voves - Prasville (fermée) - Ymonville (fermée) - Fresnay-l'Évêque (fermée) - Trancrainville (fermée) - Janville (fret) - Toury.

Gares de la ligne de Voves à Toury
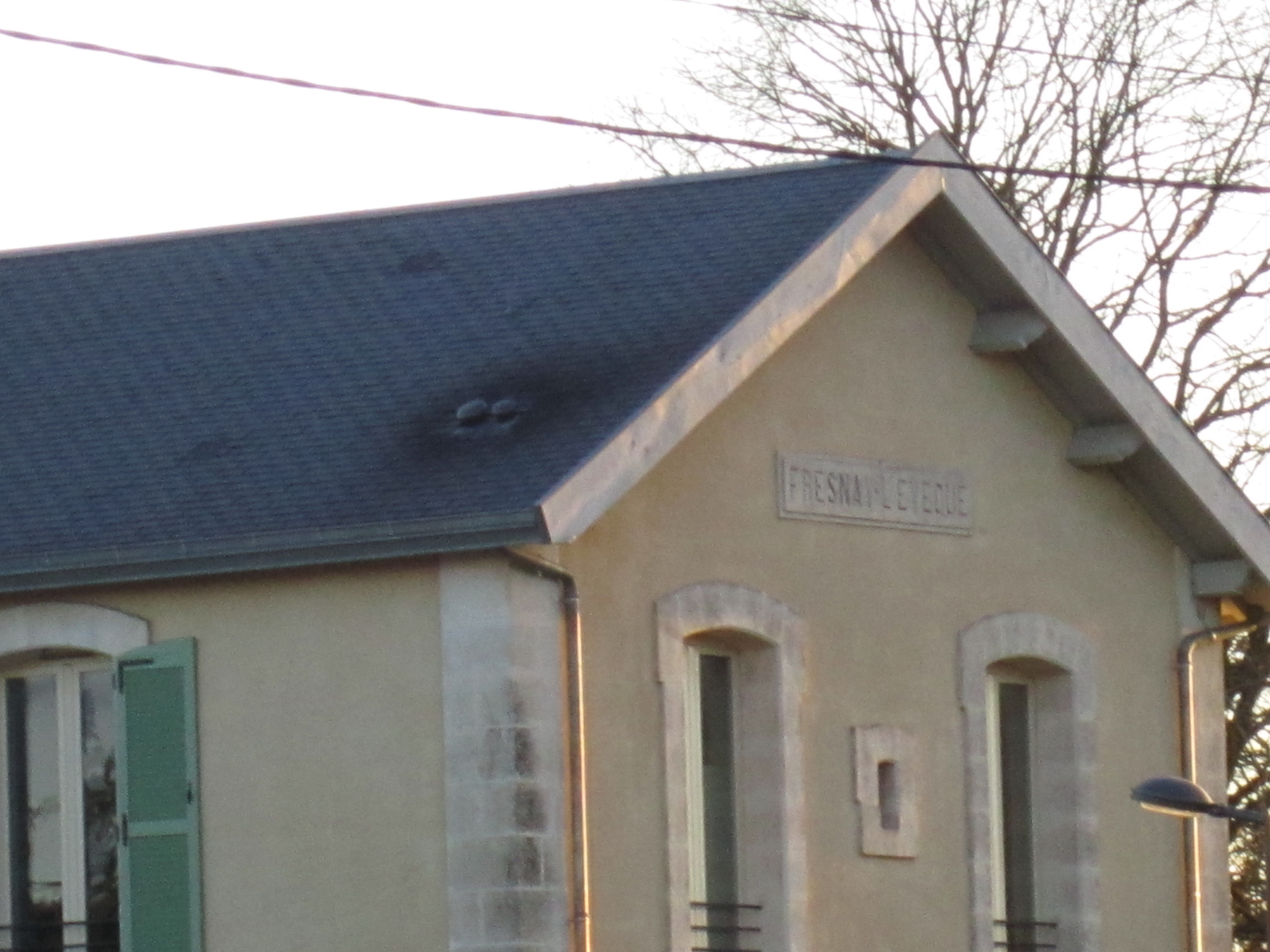
Ancienne gare de Fresnay-l'Évêque.

## Lignes ferroviaires désaffectées ou disparues

### À voie normale

#### Ligne d'Ouest-Ceinture à Chartres
La ligne d'Ouest-Ceinture à Chartres par Gallardon offrait en Eure-et-Loir les gares ou arrêts suivants :
- Département des Yvelines (Ablis) - Bleury-Saint-Symphorien - Gallardon-Pont - Champseru-Senainville - Coltainville - Oisème - Champhol - Chartres.

Aujourd'hui, le Vélorail du Pays Chartrain, établi dans l'ancienne gare de Pont-sous-Gallardon, propose un parcours atteignant Senainville.

Gares ou arrêts de la ligne d'Ouest-Ceinture à Chartres
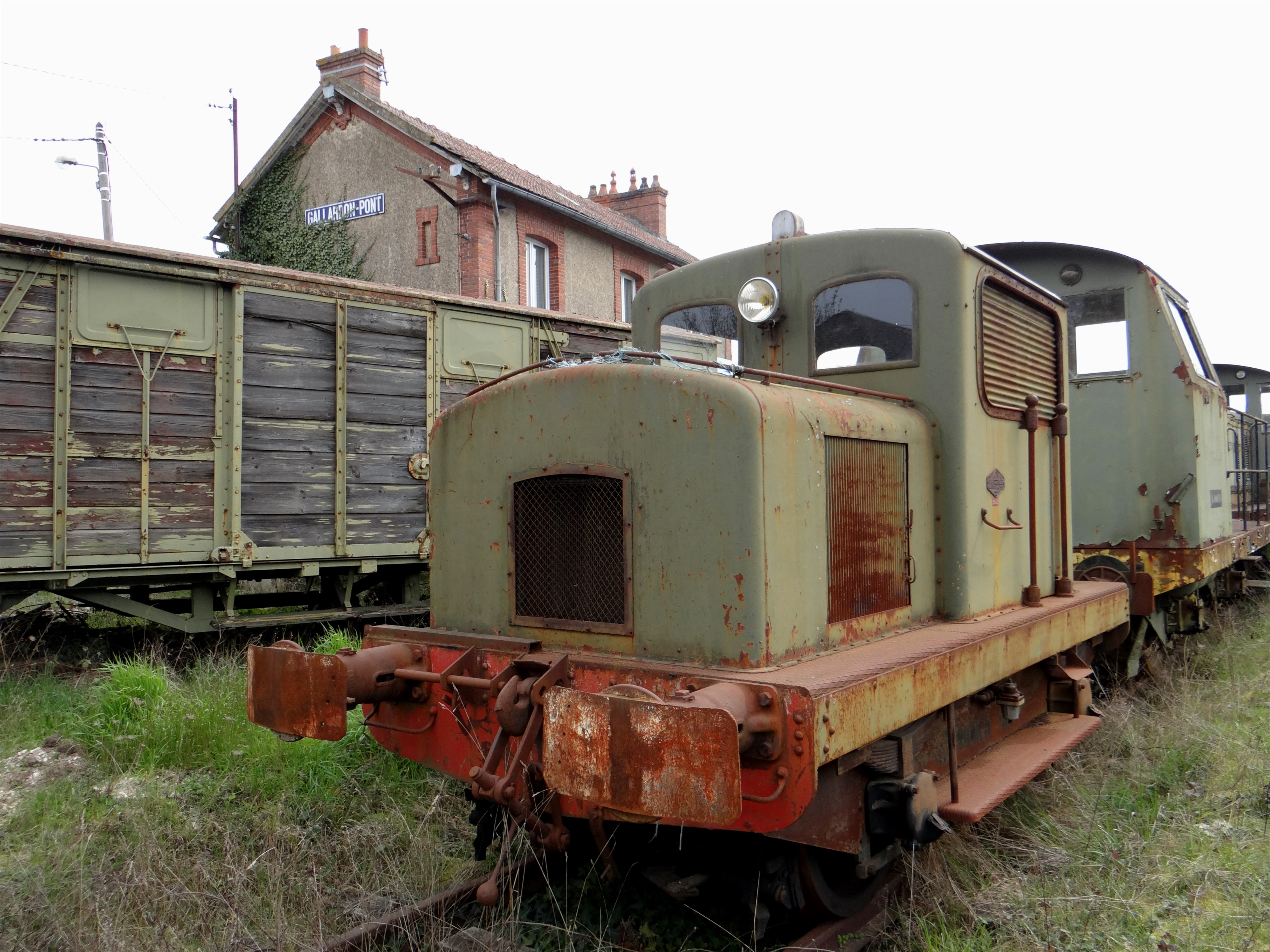
Ancienne gare de Gallardon-Pont.

#### Ligne d'Auneau-Ville à Dreux
La ligne d'Auneau-Ville à Dreux disposait des gares ou arrêts suivants :
- Auneau-Ville - Oinville-Levainville - Le Gué-de-Longroi - Gallardon-Pont - Bailleau-sous-Gallardon - Yermenonville - Maintenon - Villiers-le-Morhier - Nogent-le-Roi - Chaudon - Villemeux-sur-Eure - Charpont - Écluzelles - Luray-Mézières - Dreux.

Gares ou arrêts de la ligne d'Auneau-Ville à Dreux
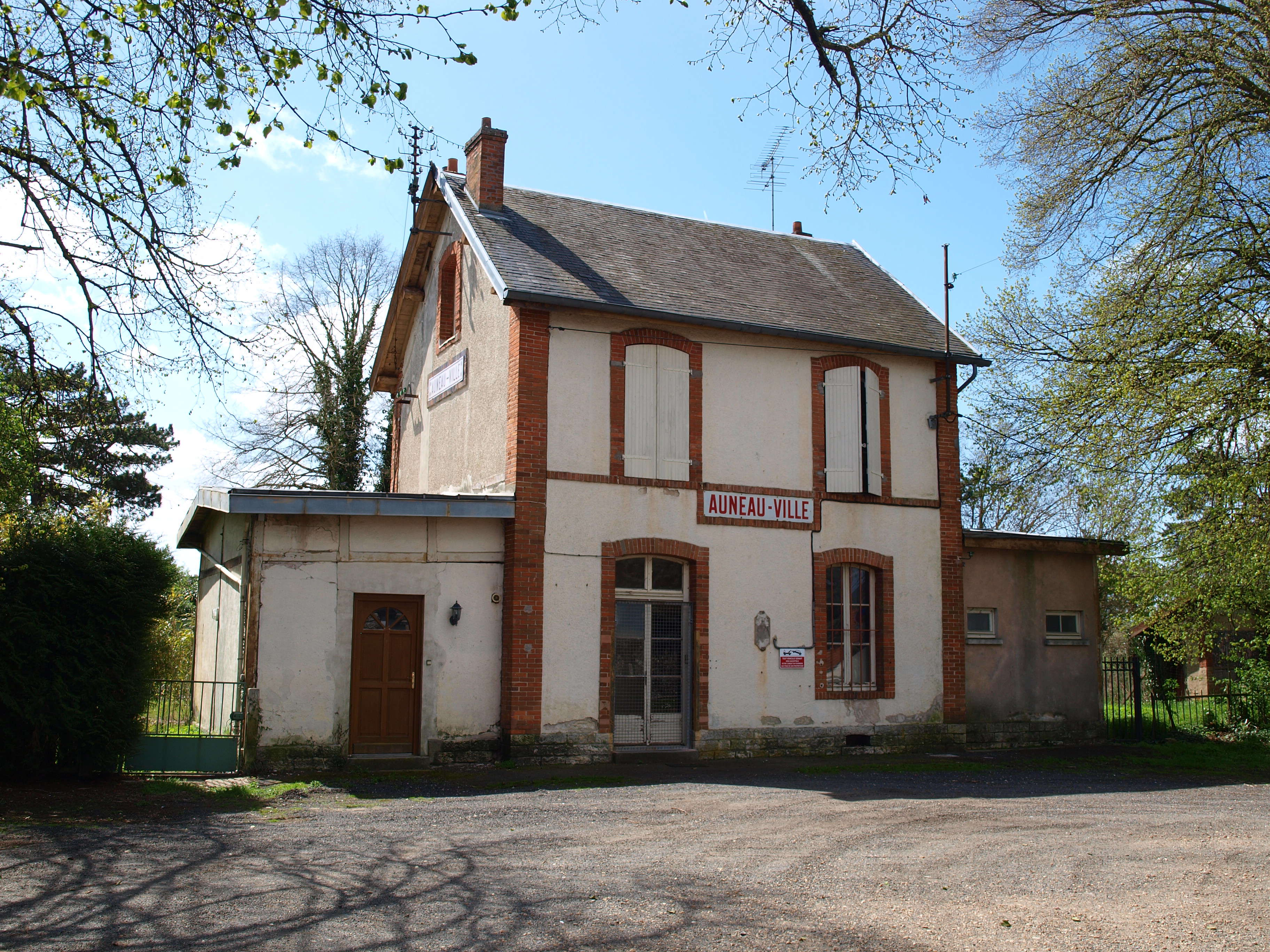
Ancienne gare d'Auneau-Ville.
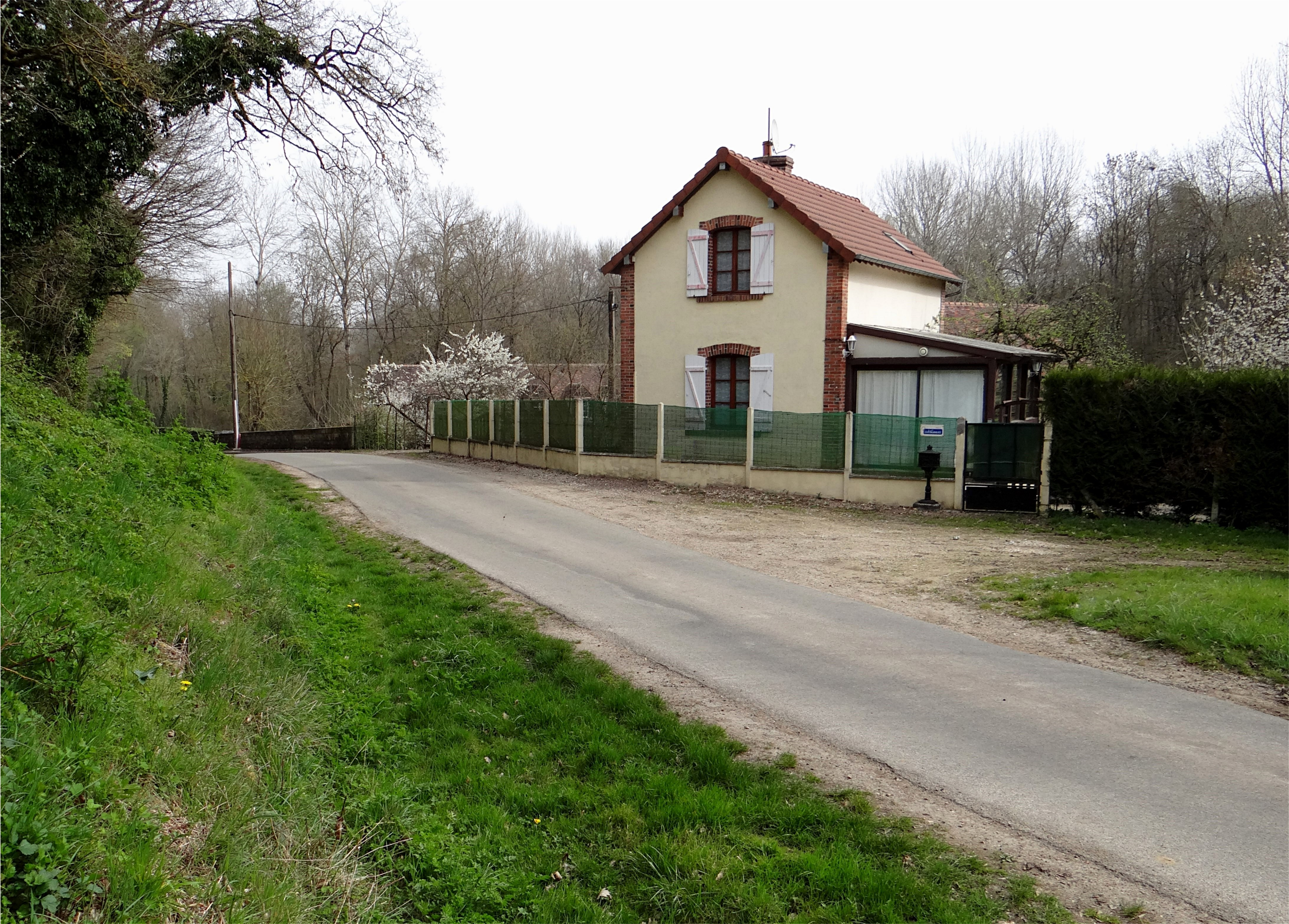
Ancienne gare d'Oinville-sous-Auneau.
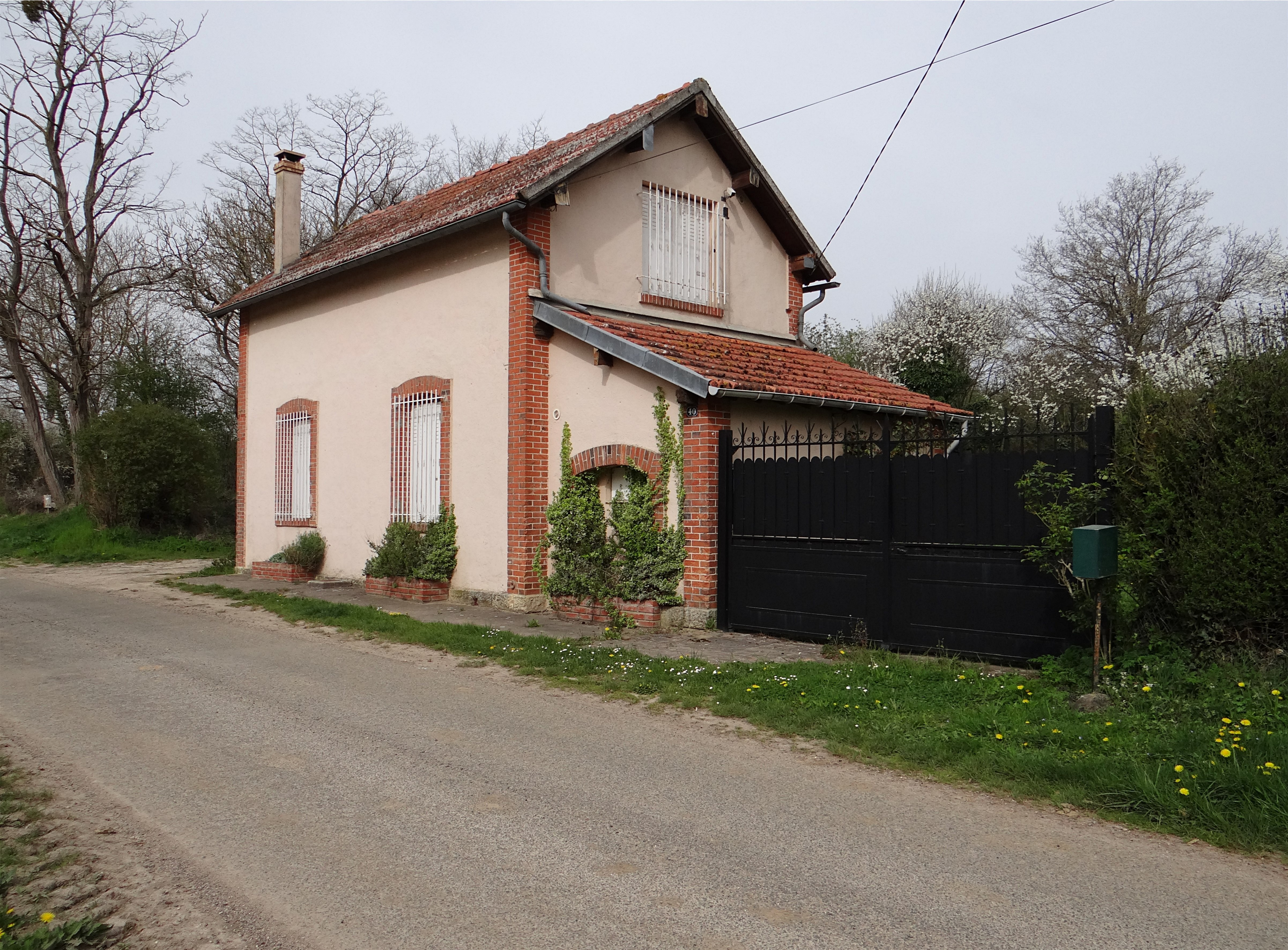
Ancienne gare du Gué-de-Longroi.

#### Ligne de Dreux à Saint-Aubin-du-Vieil-Évreux
La ligne de Dreux à Saint-Aubin-du-Vieil-Évreux est une section de la ligne de Rouen à Orléans avec les gares ou arrêts suivants :
- Dreux - Les Osemeaux - Fermaincourt - Département de l'Eure (Saint-Georges-Motel).

#### Ligne d'Arrou à Nogent-le-Rotrou
La ligne d'Arrou à Nogent-le-Rotrou offrait les gares ou arrêts suivants :
- Arrou - Chapelle-Royale - La Bazoche-Gouet - Authon-du-Perche - Coudray-au-Perche - Souancé-au-Perche - Saint-Lazare - Nogent-le-Rotrou.

#### Ligne de Beaulieu-le-Coudray à Auneau-Embranchement
La ligne de Beaulieu-le-Coudray à Auneau-Embranchement possédait les gares ou arrêts suivants :
- Beaulieu-le-Coudray - Nogent-le-Phaye - Houville-la-Branche - Béville-le-Comte - Auneau-Ville - Auneau-Embranchement.

#### Ligne de Brou à La Loupe
La ligne de Brou à La Loupe possédait les gares ou arrêts suivants :
- Brou - Mottereau - Frazé-Montigny-le-Chartif - Chassant - Thiron-Gardais - Saint-Denis-d'Authou - Frétigny-Montlandon - Saint-Victor-de-Buthon-Montireau - La Madeleine-Saint-Éliph - Vaupillon - La Loupe.

#### Ligne de La Loupe à Prey
La ligne de La Loupe à Prey possédait les gares ou arrêts suivants :
- La Loupe - Fontaine-Simon - Senonches - La Framboisière - La Puisaye-Les Ressuintes - La Ferté-Vidame-Lamblore - La Chapelle-Fortin - Boissy-lès-Perche (Boissy-le-Sec jusqu'en 1924) - Département de l'Eure (Verneuil-sur-Avre).

#### Ligne d'Étampes à Auneau-Embranchement
La ligne d'Étampes à Auneau-Embranchement possédait les gares ou arrêts suivants :
- Département de l'Essonne (Saint-Escobille) - Sainville - Maisons - La Chapelle-d'Aunainville - Auneau-Embranchement.

### À voie étroite
De 1899 à 1937, dix lignes à voie métrique sont construites et exploitées en Eure-et-Loir par le groupe Baert-Verney, avant d'être reprises en 1929 par la Société générale des transports départementaux.
Les gares reliant les deux réseaux sont Chartres - Bonneval - Brou - Nogent-le-Rotrou, Dreux - Senonches, Saint-Sauveur - La Loupe, Santeuil.